# Lịch sử hành chính Hà Tĩnh
Hà Tĩnh là một tỉnh thuộc vùng Bắc Trung Bộ, miền Trung Việt Nam. Phía bắc giáp tỉnh Nghệ An, phía nam giáp tỉnh Quảng Trị, phía đông giáp vịnh Bắc Bộ, phía tây giáp tỉnh Borikhamxay và tỉnh Khammuane của Lào. Địa danh Hà Tĩnh xuất hiện từ năm 1831, khi vua Minh Mạng chia tách Nghệ An để đặt tỉnh Hà Tĩnh. Tuy nhiên, vùng đất Hà Tĩnh đã được hình thành và phát triển cùng với sự hình thành và phát triển của lịch sử dân tộc Việt Nam. Vào thời điểm hiện tại (năm 2025), tỉnh Hà Tĩnh có 69 đơn vị hành chính cấp xã, gồm 60 xã và 09 phường.

## Thời cổ đại

### Thời Hùng Vương

#### Nước Việt Thường
Trước khi thuộc về nước Văn Lang, Hà Tĩnh là một vùng đất thuộc Nước Việt Thường Thị. Không rõ tên danh xưng và thời này.

#### Nước Văn Lang
Không rõ nước Văn Lang chinh phục được nước Việt Thường Thị vào thời gian nào. Tuy nhiên sử cũ đều chép: Các vua Hùng chia cả nước thành 15 bộ: Giao Chỉ, Chu Diên, Vũ Ninh, Phúc Lộc, Việt Thường, Ninh Hải, Dương Tuyền, Lục Hải, Vũ Định, Hoài Hoan, Cửu Chân, Bình Văn, Tân Hưng, Cửu Đức và Văn Lang. Theo sách Khâm định Việt sử thông giám cương mục của Quốc sử quán triều Nguyễn: "…hai bộ Bình Văn và Cửu Đức thì đều khuyết nghi. Nay khảo ở sách ‘’Tấn chí’’, quận Cửu Đức, do nhà Ngô đặt, nay là đất Hà Tĩnh". Như vậy, vào thời Văn Lang, đất Hà Tĩnh thuộc bộ Cửu Đức.

### Thời An Dương Vương

#### Nước Âu Lạc
Cơ cấu hành chính thời Âu Lạc vẫn không có gì thay đổi so với thời Văn Lang

### Thời thuộc Triệu

#### Nước Nam Việt
Triệu Vũ Đế sau khi sáp nhập được Âu Lạc đã đặt tên nước là Nam Việt (179 TCN) đã chi Âu Lậc thành 2 quận là Giao Chỉ (vùng Bắc Bộ Việt Nam ngày nay) và Cửu Chân (vùng Thanh Hóa, Nghệ An, Hà Tĩnh) và sáp nhập vào nước Nam Việt. Hà Tĩnh là một phần của quận Cửu Chân.

### Thời thuộc Hán
Trong thời kì thuộc Hán từ năm 111 TCN đến năm 39, ngoài Giao Chỉ và Cửu Chân, còn có thêm quận Nhật Nam (tương ứng với dải đất từ Quảng Bình đến Quảng Nam).
Theo nhà sử học Đào Duy Anh, huyện Hàm Hoan thời Hán là huyện lớn nhất của quận Cửu Chân, gồm cả miền Nghệ An và Hà Tĩnh. Như vậy Hà Tĩnh thời kỳ này vẫn là một phần của quận Cửu Chân.
Khi Hai Bà Trưng giành độc lập, sử sách không ghi lại việc điều chỉnh hành chính nào so với thời thuộc Hán.

### Thời thuộc Ngô
Năm 226, nhà Đông Ngô thành lập châu Giao (còn gọi là Giao Châu), gồm các quận Hợp Phố (thuộc Quảng Đông, Trung Quốc ngày nay), Giao Chỉ, Cửu Chân và Nhật Nam, đất Hà Tĩnh vẫn thuộc quận Cửu Chân.
Năm 271, nhà Ngô chia tách quận Cửu Chân để lập thêm quận Cửu Đức, tương ứng với Nghệ An và Hà Tĩnh ngày nay. Sách Đại Nam nhất thống chí chép: "thời Ngô chia quận Cửu Chân mà đặt quận Cửu Đức".
Trong tác phẩm Sử học bị khảo, Đặng Xuân Bảng cho rằng "(quận Cửu Đức) nguyên là huyện Hàm Hoan thời Hán, thời Ngô mới đặt làm quận. Quận Cửu Đức gồm 8 huyện là Cửu Đức (quận lị), Nam Lăng, Dương Thành, Phù Linh, Tư Khúc, Phố Dương, Vấn Đô và Hàm Hoan. Nguyễn Văn Siêu dẫn Tấn thư, địa lý chí cũng thống nhất quận Cửu Đức thời Ngô có 8 huyện, nhưng có huyện Đô Hào thay vì huyện Vấn Đô trong danh sách của Đặng Xuân Bảng.
Theo Đặng Xuân Bảng, huyện Cửu Đức (huyện lỵ sở tại của quận Cửu Đức) là phủ Trấn Định, Trấn Tĩnh, cùng miền tây phủ Đức Thọ (thế kỷ 19), huyện này phía nam tiếp giáp quận Nhật Nam, phía đông giáp biển.
Theo Phan Đình Phùng, "Cửu Đức, xưa là đất Việt Thường, đến nhà Ngô mới đặt ra quận Cửu Đức, thống lĩnh 8 huyện; nhà Tấn, Tống, Lê, Tề giữ nguyên theo cũ; nhà Lương đổi là huyện Cửu Đức, thuộc quận Nhật Nam; nhà Đường thay đổi lệ vào Hoan Châu. Nay là đất tỉnh Hà Tĩnh".

### Thời thuộc Tấn
Năm 280, nhà Tấn thay nhà Ngô đô hộ Giao Châu, đổi tên huyện Dương Thành, quận Cửu Đức làm huyện Dương Toại.
Theo Đào Duy Anh, các huyện Việt Thường và Nam Lăng đều ở phía nam quận Cửu Đức, Nam Lăng có thể tương đương với miền nam huyện Hương Sơn (và huyện Vũ Quang), Việt Thường có thể tương đương với miền Đức Thọ ngày nay, ba huyện Phù Linh, Khúc Tư và Đô Hào có thể là phân bố ở trên miền các huyện Can Lộc, Hương Sơn, Hương Khê, tỉnh Hà Tĩnh ngày nay.

### Thời thuộc Nam triều
Từ năm 420 đến năm 540, Giao Châu bị Nam triều đô hộ, gồm các triều Tống, Tề, Lương. Năm 470, nhà Tống tách Hợp Phố trả về nội địa Trung Quốc.
Theo "Lưu Tống châu quận chí", thời Tống, Giao Châu gồm có 8 quận, 53 huyện. Trong đó, quận Cửu Đức có 11 huyện, 809 hộ, gồm các huyện: Phố Dương, Dương Viễn, Cửu Đức, Hàm Hoan, Đô Thải, Tây An, Nam Lăng, Việt Thường, Tống Thái, Tống Xương và Hy Bình.
Theo Nam Tề châu quận chí, thời Tề, trấn Giao Châu gồm 9 quận, trong đó, quận Cửu Đức có 7 huyện: Cửu Đức, Hàm Hoan, Phố Dương, Nam Lăng, Đô Hào, Việt Thường và Tây An.
Đời Tề Cao Đế (479-482), đổi [3 huyện] Dương Toại, Phù Linh và Khúc Tư của quận Cửu Đức làm [hai huyện] Việt Thường và Tây An. Đặng Xuân Bảng cho rằng Việt Thường là đất phủ Đức Thọ về sau, huyện Tây An đến thời Tùy đổi làm huyện Quang An, đến niên hiệu Đại Nghiệp thì sáp nhập vào huyện Cửu Đức.
Năm 523, nhà Lương chia quận Cửu Đức, đặt thêm quận Đức Châu.

### Thời Tiền Lý

#### Nước Vạn Xuân
Từ khi Lý Nam Đế giành độc lập năm 541 đến khi Lý Phật Tử mất nước Vạn Xuân (602), sử sách không ghi nhận sự điều chỉnh hành chính của các vua Lý và Triệu Việt Vương.

### Thời thuộc Tùy
Năm 607, nhà Tùy chiếm Giao Châu và chia thành 7 quận: Giao Chỉ, Cửu Chân, Nhật Nam, Tỷ Cảnh, Hải Âm, Chămpa và Ninh Việt. Thời gian này, Hà Tĩnh thuộc quận Nhật Nam, quận trị quận Nhật Nam đóng tại huyện Cửu Đức.
Theo "Tùy địa lý chí", nhà Tùy bỏ quận Cửu Đức để lập quận Nhật Nam, có 9.915 hộ và 8 huyện: Cửu Đức (quận lị), Hàm Hoan, Phố Dương, Việt Thường, Kim Ninh, Giao Hợp, An Viễn và Quang Yên (Quang An).
Theo Bùi Dương Lịch trong "Nghệ An ký", quận Nhật Nam được chia thành 8 huyện: Cửu Đức, Hàm Hoan, Bồ Dương, Việt Thường, Kim Ninh, Văn Cốc, An Viễn và Quang An. Ông khẳng định: "như vậy, quận Cửu Đức thời Tấn biến thành quận Nhật Nam mà đất quận Nhật Nam [đặt từ] thời Hán còn bị Lâm Ấp chiếm".
Theo Đặng Xuân Bảng, năm Đại Nghiệp thứ 3 (607), bỏ châu đặt quận, bỏ Minh Châu, Trí Châu dồn vào Hoan Châu gọi là quận Nhật Nam, có 8 huyện: Cửu Đức là quận lỵ sở, Hàm Hoan, Phố Dương, Viên Thường, An Viễn, Quang An, Kim Ninh, Giao Cốc, trong đó Giao Cốc là đất Minh Châu, Kim Ninh là đất Trí Châu.
Khi ấy, Hà Tĩnh chủ yếu thuộc địa phận các huyện Cửu Đức, Việt Thường, Kim Ninh (tương đương với miền Hương Sơn, Hương Khê ngày nay), huyện Giao Cốc (tương đương với miền Thạch Hà).

### Thời thuộc Đường
Nhà Đường đô hộ Giao Châu từ năm 618 đến năm 905. Năm 679, nhà Đường đặt An Nam đô hộ phủ, gồm 12 châu: Giao Châu, Phong Châu, Trường Châu (thuộc Bắc Bộ Việt Nam ngày nay); Thang Châu, Chi Châu, Vũ Nga Châu, Vũ An Châu (Quảng Đông, Quảng Tây - Trung Quốc); Ái Châu, Phúc Lộc Châu, Diễn Châu, Hoan Châu (Bắc Trung Bộ); Lục Châu (thuộc đất Quảng Ninh và một phần đất Trung Quốc). Trong hơn 3 thế kỷ thuộc Đường, Hà Tĩnh thuộc Hoan Châu (2 huyện Cửu Đức và Việt Thường) và Phúc Lộc Châu.
Theo "Đường thư địa lý chí", Nhật Nam quận, Hoan Châu (hạ) là phủ Đô đốc, trước là Nam Đức Châu. Năm Vũ Đức thứ 8 gọi là Đức Châu. Năm Trinh Quán thứ 1 đổi tên là quận Nhật Nam, có 9.619 hộ, 50.818 khẩu, gồm 4 huyện là: Cửu Đức, Phố Dương, Việt Thường và Hoài Nam.
Đặng Xuân Bảng dẫn sách "Thái Bình hoàn vũ ký": "Hoan Châu là nước Việt Thường thời xưa, thời Hán thuộc quận Cửu Chân, thời Ngô đặt làm quận Cửu Đức, thời Tùy đặt làm Hoan Châu. Thời Đường năm Vũ Đức thứ 5 đặt làm Nam Đức châu, tổng quản phủ. Đầu niên hiệu Trinh Quán lại đổi làm Hoan Châu, đặt ra Hoan Châu Đô đốc phủ quản lĩnh 8 châu là: Hoan, Diễn, Nguyên, Minh, Trí, Hải, Lâm, Cảnh.
Vẫn theo "Thái Bình hoàn vũ ký": "Hoan Châu kiêm lý huyện Cửu Đức, đi về đông theo ven biển đến châu Phúc Lộc là 102 dặm, đi về nam đến biển cả là 150 dặm, đi về tây đến Thử Chập (châu cơ my là 240 dặm) nay là cõi đông nước Nam Chưởng, đi về bắc đến Diễn Châu lại 150 dặm. Lại đến Ái Châu là 603 dặm, đi về tây nam đến nước Văn Đan (nay là Cao Miên) là 750 dặm, đi về đông nam, đến nước Hoàn Vương (tức Kinh đô Chiêm Thành) là 500 dặm, đi về tây nam đến Việt Thường (châu cơ my) là 300 dặm (nay là miền nam phủ Lạc Biên)". Đặng Xuân Bảng cũng khẳng định: "Hoan Châu, quận Nhật Nam (…) có 4 huyện: Cửu Đức, Phố Dương, Việt Thường và Hoài Hoan".
Cửu Đức là huyện sở tại châu Hoan. Đặng Xuân Bảng dẫn theo "Giao Châu ngoại thành ký": "huyện Cửu Đức tiếp giáp với Nhật Nam", sau là đất các phủ Trấn Định, Trấn Tĩnh (Nghệ An), Đức Thọ (Hà Tĩnh), phía tây giáp huyện Hương Sơn, huyện thành cách biển 150 dặm thì ở vào quãng giữa Đức Thọ và Trấn Tĩnh.
Năm Vũ Đức thứ 9 (626) đặt ở Cửu Đức 3 huyện An Viễn, Đàm La, Quang Yên, cùng năm ấy lại đem Quang Yên đặt làm Nguyên Châu. Về sau lại đặt 4 huyện Thủy Nguyên, An Ngân, Hà Long, Trường Giang. Năm Trinh Quán thứ 8 (635) đổi tên là A Châu. Năm 13 (640) bỏ châu, bỏ 3 huyện Thủy Nguyên, Hà Long, Trường Giang, lấy Quang Yên, An Ngân thuộc vào huyện Cửu Đức, các huyện An Viễn, Đàm La, Quang Yên, An Ngân sau đều bỏ cả.
Huyện Việt Thường vốn là đất ba huyện Giao Cốc (tức Minh Châu), Kim Ninh (tức Trí Châu), Việt Thường thời Lương, còn hai châu Lâm và Cảnh thời Đường cũng đều thuộc tạm vào đây thì lại là đất miền nam Hoan Châu.
Theo khảo cứu của Nguyễn Văn Siêu và Đặng Xuân Bảng: năm Vũ Đức thứ 5 đổi huyện Việt Thường làm Minh Châu và đặt 3 huyện Vạn An, Minh Hoằng, Minh Định. Lại lấy 2 huyện Văn Cốc, Kim Ninh của quận Nhật Nam đặt làm Trí Châu và đặt 2 huyện Tân Trấn, Đồ Viên. Năm Trinh Quán thứ 2 (628) đổi tên là Nam Trí Châu, bỏ huyện Tân Trấn, Đồ Viên. Năm thứ 13 (635) lại bỏ Minh Châu, dồn các huyện Vạn An, Minh Hoằng, Minh Định vào huyện Việt Thường, thuộc vào Trí Châu. Sau lại bỏ Trí Châu, dồn 2 huyện Văn Cốc, Kim Ninh vào huyện Việt Thường, thuộc vào quận Nhật Nam.
Đặng Xuân Bảng cho rằng có thể các phủ Đức Thọ (miền đông), Hà Thanh, Lạc Biên (miền bắc) đều là đất huyện Việt Thường, huyện thành ở phía đông nam châu, gần với châu Phúc Lộc.
Đào Duy Anh cho rằng huyện Việt Thường đặt từ thời Tống ở miền Hà Tĩnh ngày nay, huyện Việt Thường thời Tuỳ ở miền Đức Thọ. Năm Vũ Đức thứ 5 đặt Minh Châu ở huyện ấy, chia làm 3 huyện Vạn An, Minh Hoằng và Minh Định. Lại lấy hai huyện Văn Cốc và Kim Ninh của quận Nhật Nam mà đặt Tri châu, lãnh 4 huyện: Văn Cốc, Kim Ninh, Tân Trấn [còn gọi là Tân Tiên) và Chà Viên [còn gọi là Khuyết Viên]. Năm Trinh Quán thứ nhất, đổi làm châu Nam Trì, bỏ Tân Trấn và Chà Viên. Năm 13 bỏ Minh Châu, bỏ Vạn An, Minh Hoằng và Minh Định cho gồm vào Việt Thường, lấy Việt Thường cho thuộc Hoan Châu.
Phúc Lộc Châu thuộc quận Đường Lâm (hạ). Năm 669, quan Thứ sử nhà Đường là Tạ Pháp Thành chiêu tập người sinh Liêu ở Bắc Lâu, Côn Minh hơn 17 bộ lạc, lấy đất châu Đường Lâm cũ đặt làm châu Phúc Lộc. Phúc Lộc châu có 3 huyện: Nhu Viễn (vốn là An Viễn); Đường Lâm và Phúc Lộc. Lỵ sở Phúc Lộc châu đặt ở huyện Nhu Viễn. Phúc Lộc Châu nay một dải các huyện Nghi Xuân, Can Lộc, Lộc Hà, Thạch Hà, tỉnh Hà Tĩnh.

## Thời trung đại

### Thời Ngô - Đinh - Tiền Lê

#### Nước Đại Cồ Việt
Nhà Đinh đặt quốc hiệu là Đại Cồ Việt, chia thành 10 đạo, dưới các đạo lại có các châu. Khi ấy Hà Tĩnh thuộc châu Thạch Hà.

### Thời Nhà Lý

#### Nước Đại Việt
Nhà Lý đặt quốc hiệu là Đại Việt, chia nước làm 24 lộ, dưới lộ có các phủ, châu, trại. Khi ấy, Hà Tĩnh thuộc phủ Nghệ An (phủ này đổi từ Hoan Châu năm 1036)

### Thời Nhà Trần
Nhà Trần chia nước làm 12 lộ, dưới lộ có các phủ, huyện, Hà Tĩnh thuộc châu Nhật Nam, phủ lộ Nghệ An.
Theo Đào Duy Anh, phủ lộ Nghệ An gồm 8 huyện: Nha Nghi, Phi Lộc, Đỗ Gia, Chi La, Tân Phúc, Thổ Du, Tế Giang, Thổ Hoàng và 4 châu: Nhật Nam, Hoan Châu, Trà Lân và Ngọc Ma. Trong đó, châu Nhật Nam gồm 4 huyện: Hà Hoàng, Bàn Thạch, Hà Hoa và Kỳ La; châu Hoan gồm 4 huyện: Thạch Đường, Đông Ngàn, Thượng Lô và Sa Nam. Đất Hà tĩnh tương đương với các huyện Nha Nghi, Phi Lộc, Đỗ Gia, Chi La, Thổ Hoàng và toàn bộ châu Nhật Nam.
Theo "Đại Nam nhất thống chí":
- huyện Nha Nghi là huyện Nghi Xuân ngày nay;
- huyện Phi Lộc là huyện Can Lộc (xưa là huyện Hạ Hoàng, thời thuộc Minh là huyện Phi Lộc, tên gọi này có thể có từ thời Trần mạt);
- huyện Đỗ Gia là huyện Hương Sơn (thời Lý gọi là hương Đỗ Gia, thời thuộc Minh là đất hai huyện Cổ Đỗ và Thổ Hoàng);
- huyện Chi La (tên gọi này có thể có từ thời Trần mạt) đến thời Nguyễn đổi thành La Sơn, do phủ Đức Thọ kiêm lý, tương đương với huyện Đức Thọ ngày nay, trong lưu vực sông La;
- huyện Thổ Hoàng nay là huyện Hương Khê thuộc lưu vực sông Ngàn Sâu.

Về châu Nhật Nam, vẫn theo "Đại Nam nhất thống chí":
- huyện Hà Hoàng: thời Tiền Lê là châu Thạch Hà, thời Lý đổi làm huyện, thời Trần đổi làm châu Nhật Nam, thời thuộc Minh làm châu Nam Tĩnh, gồm 2 huyện Bàn Thạch và Hà Hoàng, sau (năm Vĩnh Lạc thứ 13 [1415]) gồm huyện Hà Hoàng vào châu.
- huyện Bàn Thạch: Cả hai huyện Hà Hoàng và Bàn Thạch là tương đương với huyện Thạch Hà, tỉnh Hà Tĩnh ngày nay.
- huyện Hà Hoa: nay là huyện Kỳ Anh.
- huyện Kỳ La: xưa là đất Hà Hoa, từ thời Trần mạt qua thời thuộc Minh là Kỳ La, nay là huyện Cẩm Xuyên.

### Thời thuộc Minh
Nhà Minh đổi nước Đại Việt thành quận Giao Chỉ, chia làm 15 phủ và 5 châu lớn; đất Hà Tĩnh tương ứng với 8 huyện trực thuộc phủ Nghệ An là Nha Nghi, Chi La, Thổ Du, Kệ Giang, Cổ Đỗ, Thổ Hoàng, Châu Phúc, Phi Lộc, cùng với châu Nam Tĩnh cũng thuộc phủ Nghệ An. Châu Nam Tĩnh vốn là châu Nhật Nam, có 4 huyện: Hà Hoàng, Bài Thạch (hai huyện này nay thuộc Thạch Hà, nam Lộc Hà và phần lớn thành phố Hà Tĩnh), Hà Hoa (nay là Kỳ Anh) và Kỳ La (nay là Cẩm Xuyên)".

### Thời Nhà Hậu Lê
Năm 1469, Lê Thánh Tông chia Đại Việt làm 13 thừa tuyên, 52 phủ, 178 huyện và 50 châu. Hà Tĩnh thuộc thừa tuyên Nghệ An. Thừa tuyên Nghệ An gồm 8 phủ, 18 huyện, 2 châu.
Theo Đặng Xuân Bảng, ban đầu thừa tuyên Nghệ An đóng lỵ sở ở huyện Hưng Nguyên, gọi là Lam Thành, sau dời đến huyện Kỳ Anh gọi là Cầu Dinh, sau lại dời đến Châu Lộc, gọi là Vĩnh Dinh, có 9 phủ, 27 huyện, 2 châu. Như vậy, lỵ sở của thừa tuyên Nghệ An từng có thời gian nằm trên đất Hà Tĩnh.
Vẫn theo Đặng Xuân Bảng, các huyện, châu của Hà Tĩnh thuộc về phủ Đức Giang và phủ Hà Hoa. Phủ Đức Giang (sau là phủ Đức Thọ) có sáu huyện, trong đó bốn huyện là Thiên Lộc, La Giang (sau là La Sơn), Nghi Xuân và Hương Sơn thuộc đất Hà Tĩnh sau này, còn hai huyện Thanh Giang (sau là Thanh Chương), Châu Phúc (sau là Châu Lộc) thuộc đất Nghệ An. Phủ Hà Hoa (thời thuộc Minh là châu Nam Tĩnh) có 2 huyện là Thạch Hà, Kỳ Hoa.
Đến năm 1490, Lê Thánh Tông, lại đổi đạo thừa tuyên thành xứ. Sang đến niên hiệu Hồng Thuận (1509-1516), đời vua Lê Dực Tông lại đổi thành trấn. Trấn Nghệ An bao gồm 11 phủ, 11 huyện.
Theo Bùi Dương Lịch trong "Nghệ An ký" thì không có phủ Đức Giang, thay vào đó là phủ Đức Quang.
Theo Dư địa chí của Nguyễn Trãi, vào thời Lê, Hà Tĩnh gồm 6 huyện thuộc 2 phủ Đức Quang và Hà Hoa sau:
- Huyện La Sơn, phủ Đức Quang, có 37 xã, 1 thôn, 2 trại.
- Huyện Thiên Lộc, phủ Đức Quang, có 37 xã, 1 trang.
- Huyện Hương Sơn, phủ Đức Quang, có 34 xã.
- Huyện Nghi Xuân, phủ Đức Quang, có 26 xã.
- Huyện Thạch Hà, phủ Hà Hoa, có 42 xã, 1 sở, 1 trại.
- Huyện Kỳ Hoa, phủ Hà Hoa, có 37 xã, 12 thôn.

Đến cuối thời Lê, theo khảo cứu của Phan Huy Chú trong Lịch triều hiến chương loại chí, số xã, thôn, trang, trại của các huyện có thay đổi đôi chút:
- Huyện La Sơn (trước gọi là La Giang), có 37 xã, 1 thôn, 2 trang.
- Huyện Thiên Lộc có 37 xã, 2 trang.
- Huyện Hương Sơn có 34 xã, 1 thôn.
- Huyện Nghi Xuân có 36 xã, 1 trang.
- Huyện Thạch Hà có 42 xã, 1 thôn, 1 sở, 3 trại.
- Huyện Kỳ Hoa có 37 xã, 10 thôn.

### Thời Nhà Tây Sơn
Thời Tây Sơn, Hà Tĩnh thuộc Trung Đô, hay còn gọi là Trấn Nghệ An.

### Thời Nhà Nguyễn
Đầu triều Nguyễn, Hà Tĩnh thuộc trấn Nghệ An. Các đơn vị hành chính tương ứng với đất Hà Tĩnh vẫn theo như thời Lê nhưng số lượng xã, thôn, phường, trang, trại, vạn có tăng lên. Theo "Các tổng trấn xã danh bị lãm" được soạn vào giữa thời Gia Long (khoảng từ 1810 đến 1813) thì số xã của các huyện như sau:
- Huyện La Sơn có 60 xã, thôn, phường, trang, trại, vạn.
- Huyện Thiên Lộc có 58 đơn vị.
- Huyện Hương Sơn có 49 đơn vị.
- Huyện Nghi Xuân có 45 đơn vị.
- Huyện Thạch Hà có 54 đơn vị.
- Huyện Kỳ Hoa có 173 đơn vị.

Cụ thể như sau:
- Huyện Kỳ Hoa: 6 tổng, 173 xã, thôn, trang, phường, trại, giáp, tích, vạn.

- Tổng Hoa Duệ có 20 xã, thôn: Hoa Duệ (thôn Quy Vinh, Thiều Thượng, Hoa Hạch), Tam Lộng (thôn Kính Nỗ, Bảo Ngập, Phú Sơn, Thượng Lộng, Bảo Am), Vĩnh Lại, Thạch Lâu (thôn Đại Tăng, Bảo Lâu, Đồng Loan, Nà Trung), Hương Cần, Quan Duệ (thôn Ngô Xã, thôn [] []), Hương Duệ (thôn Hằng Hà, Vĩnh Lộc), vạn Hà Bi.
- Tổng Vân Tản có 38 xã, thôn, giáp, phường: Vân Tản (thôn Gián Luận, Hậu Côn, Hậu Thượng, Trường Ngoài, Trường Nội, Lạt Đông, Lạt Đoài, Cấm Đoài, An Lãng, Giáp Hoa Khê, Mỹ Lộc, An Hầu, Lỗ Khê, Cấm Đông), Thạch Khê (thôn Cát Thiên, Nhân Lộc, Hoa Vinh, Hữu Quyền, Hoa Liễn, Hoa Lũ, Na Trường, Mỹ Lộc), Kỳ La, Quyết Nhược (thôn An Toàn, An Xá, An Ốc, An Bình), Vân Phong (thôn Xá Hộ, Trường Ngoại, Ông Ất), Nhược Thạch, Cẩm Bào, thôn Thiện Trị, trại Tuấn Nghĩa, Hoa Hưng, Hải An, phường Trung Hoà, phường Giang Phái.
- Tổng Thổ Ngoã có 14 xã, thôn: xã Thổ Ngoã (thôn Thổ Ngoã, Khả Luật, Vân Đồn, Thượng Lộc, Nước, Thượng Minh, Hạ Minh), Phượng Hoàng (thôn Xuân Lộc, Hữu Lễ, An Thị, Cầu Mộc), Ngoã Cầu (thôn Lai Trung, Lai Lộc, Thượng Lộc).
- Tổng Lạc Xuyên có 14 xã, thôn, tích, trại, vạn: Xã Lạc Xuyên (thôn Đông, Lạc Hạ, Đan Châu, Trung, Cầu Thượng), Tư Dụng, Hoá Dục, Dư Lạc (thôn Đông Phù, Thượng Trung, Lại Lộc), tích Ly Hà, xã Nhượng Bạn, trại Văn Nhai, Nhự Cáy, vạn Trúc Võng.
- Tổng Cấp Dẫn có 30 xã, thôn, vạn: Cấp Dẫn (thôn Yên Lạc, Tăng Phú, Hữu Lễ, Xuân Cẩm, Thạch Hoa, Như Nhật, Sơn Ổi, Dị Nậu (thôn Hoa Hạ, Hoàng Giang, Mạc Khê, Dạ Độ, Sơn Kinh, Hậu Độ), Hoài Liệt (thôn Phú Dẫn, Hương Sơn, Liệt Thượng, Liệt Hạ), Kỳ Nam (thôn Phú Thượng, Long Trì, Bảo Trung, Đông Hải, Trảo Nha, Đồng Trụ), trại Voi, trại Bào Trai, xã Suối Sa (thôn Cồn Sơn, Sạ Xá), Án Đổ, Long Ngâm, trại Đồng Đồng.
- Tổng Đỗ Chử có 57 xã, trang, thôn, trại, phường, tích: Đỗ Chử (thôn Sơn Luật, Long Phượng, Bà Đỗ, Long Ngâm, Sơn Triều, Phú Duyệt, Xuân Chử), Hà Trung (thôn Vĩnh Lộc, Văn Trường, Nhân Lý, Biểu Duệ, Đan Du, Chi La, Đại Đồng, Mỹ Lũ, Duy Suối, Hoa Hạ, Đồng Nại, Hà Trung), Phú Nghĩa (thôn Quyền Hành, An Hưng, Lạc Dị, Hưng Nhân), Hoằng Lễ (thôn Phúc Sơn, thôn Đào, thôn Vĩnh Lại, thôn Bến Đình, thôn Địa Phác, thôn Rào, thôn Đại Hào, thôn Phúc Lâm, thôn Con Bò, thôn Nhân Hoà, thôn Thần Đầu), xã Bỉnh Lễ (thôn Thượng, thôn Điều, thôn Phác Môn, thôn Vĩnh Trung, thôn Hoà Luật, thôn Nhân Phác, thôn Vĩnh Ái), Hiệu Thuận, Xuân Điện, trang Eo Kênh, trang Vạn Ích, trang Yên Điền, trang Đồng Nghĩa, thôn Vạn Cảnh, phường Trung Hoà, phường Võng Nhi, trại Cấy Gạo, trại Vọng Liễu, sách Tăm, trại Bá Canh, xóm Long Hoa, Long Thủy, phường Diên Tượng, tích Ngân Tượng, phường Trú Tượng.
- Các thôn trang trong huyện phiêu bạt: thôn Bạo Tuyền, thôn Thì Hạ, trang Hội An, thôn Hải Khẩu.

- Huyện Thạch Hà: 7 tổng, 54 xã, thôn, trang, sở, giáp, đội, vạn.

- Tổng Thượng Nhất có 7 xã, đội, vạn: Tông Lỗ, Hà Hoàng, Hương Bạo, Nguỵ Dương, Hoàng Cần, 2 đội Cồn Cát và Phan Long, vạn Trúc Võng.
- Tổng Thượng Nhị có 8 xã, sở: Trung Tiết, Đức Lâm, Đại Tiết, Phất Náo, Hoa Thư, Đại Mại, Đồng Môn, sở Đồn Điền.
- Tổng Hạ Nhất có 9 xã, trang, giáp: Hoàng Hà, Bích Hội, thôn Nam thuộc xã Chỉ Châu, thôn Dương Xá thuộc xã Chỉ Châu, thôn Nguyễn Xá thuộc xã Chỉ Châu, Ngu Xá, trang Bàng Tuấn, Thu Chi, giáp Trung Thủy.
- Tổng Hạ Nhị có 7 xã, giáp, trang: Phong Phú, Hoa Mộc, giáp Thiên Lăng, Dương Luật, trang Đan Trản, Đạm Thủy, giáp Đình Côi.
- Tổng Trung có 9 xã, vạn: Đan Chế, Đồng Lưu, Vĩnh Lưu, Ngọc Điền, Phù Việt, Ngọc Luỹ, Châu Lâm, Đan Hoạch, Vạn Kỳ Xuyên.
- Tổng Đông có 8 xã: Thái Hoà, Đông Bàn Thạch, Y Trụ, Việt Xuyên, Tiên Lương, Bạng Châu, Hoa Dung, Đô Hành.
- Tổng Đoài có 6 xã: Bàn Thạch, Trảo Nha, Dục Vật, Cổ Kênh, thôn Thượng Suối thuộc Suối Thạch, thôn Hạ Suối thuộc xã Suối Thạch.

- Huyện Thiên Lộc: 7 tổng, 85 xã, thôn, phường, trang, trại, vạn [không kể 5 xã, thôn trong huyện đã phiêu bạt].

- Tổng Minh Lương có 7 xã, thôn: An Lãng (thôn Ngọc Sơn, thôn Vĩnh Ninh), Bân Xá (thôn Quỳnh Lâm, thôn Phúc Sơn), Bình Lãng, Minh Lương, Vân Chàng.
- Tổng Độ Liêu có 17 xã, thôn: Độ Liêu (2 thôn Nham Chiêu và Thái Xá, thôn Cao Xá, thôn Đông Xá, thôn Bùi Xá), Kiệt Thạch (thôn Kỳ Trúc, thôn An Đồng, Yên Mỹ, thôn Vĩnh Lộc), Thổ Vượng (thôn Thượng Hồ, thôn Đoài Thiên Nam, thôn Thượng Hoà, thôn Đông Hoà, thôn Đông Ngoã, thôn Đông Thiên Nam), Tiếp Võ, thôn Cự Lâm.
- Tổng Nga Khê có 15 xã, thôn: xã Nga Khê (thôn Khố Nội, thôn Bào Ích, thôn Điền Xá), Bạt Trạc (thôn Sơn Nê, thôn Đoài Khê, thôn Đông Sơn, thôn Cự Khê, thôn Gia Hanh, thôn Đại Bản), Đông Lâm (thôn Khánh Đường, thôn An Hội, thôn Cốc Hoà), Ốc Khê (thôn Nam, thôn Ốc, thôn San).
- Tổng Nội Ngoại có 13 xã, thôn, phường, vạn: Nội Thiên Lộc (thôn Thuần Chân, thôn Yên Trí), Ngoại Thiên Lộc (thôn Đoài, thôn Trung, thôn Phổ Minh), Tả Thiên Lộc (thôn Tả Thượng, thôn Tả Hạ), Tỉnh Thạch, Hữu Thiên Lộc, vạn Hoàng Kim, phường Võng Nhi, phường Thượng Trụ, Quảng Khuyến.
- Tổng Phù Lưu có 20 xã, thôn, phường, trang: Phù Lưu Thượng, thôn Kim Chuỳ, Phù Lưu (thôn Phù Lưu, thôn Thanh Lương, thôn Hạ Yến, thôn Ngọc Mỹ, thôn Đại Lữ), Đỉnh Lữ, Vũ Cái, Phù Viên (thôn Phiên Xá, thôn Phù Lưu), Ích Hậu (thôn Ích Hậu, thôn Đông Thượng, thôn Đông Trung, thôn Phan Xá), Phù Lưu Tràng, Yên Điềm, phường Huyện Thị, Yên Định, Trà Lộc.
- Tổng Canh Hoạch có 7 xã, vạn: Canh Hoạch, Mỹ Lộc, Thi Hoạch, Thu Hoạch, Kim Đôi, Xuân Hải, Phù Phao.
- Tổng Vĩnh Luật có 6 xã, trại: Vĩnh Luật, Xuân Tinh, Linh Đỗ, trại Vĩnh Tuy, Mai Phụ, trại Cồn Triều, Quảng Khuyến, Anh Hoa, thôn Thượng Yến, thôn Bảo Ngột Đoài, Ích Hậu.
- Các xã, thôn trong huyện phiêu bạt: Quảng Khuyến, Anh Hoa, thôn Thượng Yến, thôn Bảo Ngột Đoài, Ích Hậu.

- Huyện Hương Sơn: có 8 tổng, 49 xã, thôn, vạn, giáp, phường.

- Tổng Đỗ Xá có 9 xã, thôn, vạn: Đỗ Xá, thôn Đông Tức, Dương Trai, Bảo Thịnh, Lạc Bồ (thôn Tứ, Đông Trường, Tứ Mỹ), vạn Đỗ Gia.
- Tổng An Ấp có 6 xã, thôn, giáp: An Ấp, thôn Thọ Lộc, Tuần Lễ, giáp Ông Bùi, Phúc Dương, giáp An Bài.
- Tổng Hữu Bằng có 6 xã, trại, phường: Hữu Bằng, Tình Di, Thủy Mai, trại Hậu Di Yên, Tình Diễm, phường Ngàn Phố.
- Tổng Dị Ốc có 4 xã: Dị Ốc, trại Đầu, Tiên Bì, Liệt Đồn.
- Tổng Đồng Công có 5 xã, thôn: Đồng Công, Phụng Công, thôn Bào, Trung Hoà (thôn Phúc An, thôn Bào).
- Tổng Thổ Hoàng có 5 xã, vạn: Thổ Hoàng, Bào Lăng, Đông Ấp, vạn Thổ Hoàng, vạn Đỗ Gia.
- Tổng Thổ Lỗi có 9 xã, trại: Thổ Lỗi, trại Hà Linh, trại Bằng Bản, trại Dã, Chu Lễ, Phúc Lộc, Xuân Lũng, Nam Trạch, trại Động Nghi.
- Tổng Bào Khê có 5 xã: Bào Khê, Bằng Thụ, Lâm Thao, Hoà Duyệt, Vân Cù.

- Huyện La Sơn có 7 tổng, 60 xã, thôn, trang.

- Tổng An Việt có 15 xã, thôn: An Việt Thượng (thôn Trường Xuân, thôn Thọ Kỳ, thôn Vĩnh Thái, Vạn Phúc Trung, thôn Vĩnh Khánh, thôn Đại Dịch, thôn Vạn Phúc Đông, thôn An Hội), An Đồng, An Trung, An Thái, (thôn Thiên Tôn, thôn An Phú), Kính Kỵ, Ngải Lăng, An Việt Hạ.
- Tổng An Hồ có 8 xã: An Hồ (thôn Nội Duyên, thôn An), Bùi Xá (thôn Thượng Tứ, thôn Hạ Tứ, thôn Trung Ngũ), Lãng Ngạn, thôn An Thọ, Nhân Thọ.
- Tổng Hoà Lâm có 14 xã, thôn, trang: Hoa Lâm, Cổ Ngu (thôn Trung Lễ, thôn Đông Khê, thôn Thượng, thôn Thuỵ Vân), An Ninh (thôn Chế, thôn Hậu, thôn Tiền), Quang Chiếu (thôn Đại An, thôn Gia, thôn Quang Chiếu)), Thanh Lãng, Tộ Vượng, trang Đồng Cần.
- Tổng Lai Thạch có 5 xã: Lai Thạch, Nguyệt Áo, Phúc Hải, Hằng Nga, Thông Lưu.
- Tổng Thịnh Cảo có 6 xã, thôn: Thịnh Cảo, Vĩnh Đại, Ngũ Lộc (2 thôn Phú Vinh và thôn An Phú), Nam Ngạn, (thôn Đa Ngạn và Đa Lộc), thôn Minh Hoà thuộc xã Nam Ngạn.
- Tổng Tự Đồng có 7 xã, thôn: Tự Đồng, Quang Tễ (3 thôn Trung, Chính và Hạ), thôn Rạng thuộc xã Quang Tễ, Lai Đồng, thôn Ngũ Khê, thôn Cẩm Trang, Đồng Văn.
- Tổng Thượng Bồng có 6 xã, phường: Thượng Bồng, Hạ Bồng, An Duệ, Hoa Duệ, Lễ Cương, phường Tăng Xây.

- Huyện Nghi Xuân có 5 tổng, 45 xã, thôn, trang.

- Tổng Phan Xá có 5 xã: Phan Xá, Tiên Điền, Tiên Bào, Mỹ Dường, Uy Viễn.
- Tổng Tam Chế có 15 xã, thôn: Tam Chế Thượng, Hoa Phẩm, thôn Thượng thuộc xã An Lạc, thôn Gia Tuyền thuộc xã An Lạc, thôn Trung Lộc thuộc xã An Lạc, thôn Trung Lao thuộc xã An Lạc, Tam Chế Hạ, Lộc Châu, thôn Võng Nhi Trung, thôn Võng Nhi Ngoại, đội Thổ Châu thuộc xã Võng Nhi, thôn Miêu Nha, thôn Võng Nhi A Bì, thôn Phú Giang, thôn Tháp Sơn.
- Tổng Cổ Đạm có 8 xã, thôn, trang: Liêu Đông, Cương Giản, Cương Đoán, Phú Lạp, Cổ Đạm (ba thôn Kỳ Phì, An Giám và Mỹ Cầu), thôn Vân Hải thuộc xã Cổ Đạm, Động Giản, trang Nước Ra.
- Tổng Hoa Viên có 6 xã, thôn: Hoa Viên, thôn Hồng, Khải Mông, Tiên Cầu, Tả Úc, Cồn Mộc.
- Tổng Đan Hải có 6 xã, trang: Đan Hải, Đan Tràng, Đan Phố, Đan Uyên, Hội Thống, trang Đô Uyên.

Năm Minh Mệnh thứ 12 (1831), đổi các trấn làm tỉnh, cả nước có 80 phủ, 283 huyện, 39 châu, 30 tỉnh. Trong đó, lấy 9 phủ Anh Sơn, Diễn Châu, Quỳ Châu, Tương Dương, Trấn Ninh, Trấn Định, Trấn Tĩnh, Trấn Biên, Lạc Biên làm tỉnh Nghệ An và hai phủ Đức Thọ, Hà Hoa làm tỉnh Hà Tĩnh, do tỉnh Nghệ An kiêm hạt, đặt An Tĩnh Tổng đốc.
Theo "Đại Nam thực lục", tỉnh Hà Tĩnh thống trị 2 phủ là Hà Hoa, Đức Thọ, 6 huyện là Thạch Hà, Kỳ Hoa, Hương Sơn, Thiên Lộc, Nghi Xuân, La Sơn. Hà Tĩnhlà một số phủ huyện trước thuộc Nghệ An, nay trích ra đặt làm tỉnh.
Cùng với việc chia đặt các tỉnh, Minh Mệnh còn quy định về chia đặt quan lại và chức sự. Tỉnh Hà Tĩnh cùng các tỉnh Quảng Trị, Ninh Bình, Hưng Yên, Quảng Yên, Hưng Hoá, Lạng Sơn đều đặt Tuần phủ, lĩnh công việc Bố chính, lấy các chức Tham tri, Thị lang sung bổ. Hà Tĩnh chưa có chỗ đóng tỉnh lỵ, Tuần phủ, Án sát Hà Tĩnh tạm đóng ở phủ thành Hà Hoa.
Năm Minh Mệnh thứ 18 (1837), tách huyện Kỳ Hoa đặt huyện Hoa Xuyên, năm thứ 21 (1840), lấy hai huyện Cam Môn và Cam Cớt của phủ Trấn Định lệ vào phủ Đức Thọ (trên danh nghĩa).
Năm Thiệu Trị thứ nhất (1841), đổi phủ Hà Hoa làm Hà Thanh, huyện Hoa Xuyên làm Cẩm Xuyên, huyện Kỳ Hoa làm Kỳ Anh; và lấy bốn phủ Trấn Ninh, Trấn Định, Trấn Tĩnh, Trấn Biên của Nghệ An lệ vào tỉnh Hà Tĩnh.
Tỉnh Hà Tĩnh, lỵ sở đóng ở huyện Thạch Hà, gồm có 2 phủ, 7 huyện:
- Phủ Hà Thanh: lỵ sở ở huyện Kỳ Anh, gồm 3 huyện:

- Kỳ Anh: có 4 tổng, 105 xã, thôn, phường, vạn.
- Cẩm Xuyên: có 4 tổng, 88 xã, thôn, trang, phường, vạn.
- Thạch Hà: có 7 tổng, 55 xã, thôn, trang, phường. Gọi là Thạch Hà vì trong lòng sông có đá.

- Phủ Đức Thọ: lỵ sở đóng ở huyện La Sơn, gồm 4 huyện:

- La Sơn: có 7 tổng, 61 xã, thôn, trang, phường.
- Thiên Lộc: có 7 tổng, 90 xã, thôn.
- Nghi Xuân: có 5 tổng, 41 xã, thôn, trang.
- Hương Sơn: có 10 tổng, 57 xã, thôn.

Năm Tự Đức thứ 6 (1853), bỏ tỉnh Hà Tĩnh, thăng phủ Hà Thanh làm đạo Hà Tĩnh và cho đạo cùng các phủ khác của tỉnh Hà Tĩnh cũ lệ vào Nghệ An.
Năm thứ 17 (1864), đạo Hà Tĩnh tách khỏi tỉnh Nghệ An, đặt 1 Chánh quản đạo và 1 Phó quản đạo, nhưng đạo Hà Tĩnh vẫn thuộc quyền của Tổng đốc An - Tĩnh.
Theo Đồng Khánh địa dư chí thì lỵ sở của đạo Hà Tĩnh ở xã Đại Nài, tổng Thượng Nhị, huyện Thạch Hà (nguyên là thành của huyện Thạch Hà) lĩnh 2 huyện Thạch Hà, Cẩm Xuyên, thống hạt 1 huyện Kỳ Anh. Toàn đạo có 15 tổng, 247 xã, thôn, trang, phường, vạn, cụ thể như sau:
- Huyện Thạch Hà có 7 tổng, 65 xã, thôn, trang, phường.

- Tổng Thượng Nhất: 7 xã, thôn, vạn.
- Tổng Thượng Nhị: 10 xã, thôn.
- Tổng Hạ Nhất: 14 xã, thôn, trang.
- Tổng Hạ Nhị: 7 xã, thôn, trang.
- Tổng Trung: 9 xã, vạn.
- Tổng Đông: 12 xã, thôn.
- Tổng Đoài: 6 xã, thôn.

- Huyện Cẩm Xuyên, lỵ sở ở xã Vân Phong, tổng Vân Tản, có 4 tổng, 91 xã, thôn, trang, phường, vạn.:*Tổng Mỹ Duệ: 24 xã, thôn.

- Tổng Vân Tản: 39 xã, thôn, trang, phường.
- Tổng Lạc Xuyên: 14 xã, thôn, vạn.
- Tổng Thổ Ngoã: 14 xã, thôn.

- Huyện Kỳ Anh, lỵ sở ở địa phận xã Nhân Canh, tổng Hà Trung, gồm có 4 tổng, 91 xã, thôn, trang, phường, vạn

- Tổng Hà Trung: 22 xã, thôn.
- Tổng Hoằng Lễ: 28 xã, thôn, trang, vạn.
- Tổng Đỗ Chử: 19 xã, thôn, trang, vạn.
- Tổng Cấp Dẫn: 22 xã, thôn, trang[53].

Ngoài ra, 4 huyện La Sơn, Can Lộc, Nghi Xuân và Hương Sơn thuộc phủ Đức Thọ, tỉnh Nghệ An.
Năm Tự Đức thứ 21 (1867), tách tổng Quy Hợp, Chu Lễ, Phương Điền, Phúc Lộc, Hương Khê đặt làm huyện Hương Khê.
Tháng 12, năm Tự Đức thứ 28 (1875) lại đặt tỉnh, trích phủ Đức Thọ lệ vào và đặt lại Tri phủ Hà Thanh. Hai huyện Cam Môn và Cam Cớt về sau trở lại lãnh thổ nước Lào.

## Giai đoạn 1945 - 1954

### Về phíaViệt Nam Dân chủ Cộng hòa
Sau năm 1945, bỏ cấp phủ, gọi chung là huyện. Tỉnh Hà Tĩnh có 8 huyện: Cẩm Xuyên, Can Lộc, Đức Thọ, Hương Khê, Hương Sơn, Kỳ Anh, Nghi Xuân, Thạch Hà.
Năm 1947, hai xã Đại Hoà và Kiến An, thuộc huyện Thạch Hà được sáp nhập vào huyện Can Lộc.

## Giai đoạn 1954 - 1975
Năm 1954, huyện Kỳ Anh chia 15 xã thành 25 xã đều có tên với tiền tố Kỳ.
Năm 1958, thành lập lại thị xã Hà Tĩnh trên cơ sở tách ra từ huyện Thạch Hà, gồm 2 phường: Bắc Hà và Nam Hà.
Năm 1961, thành lập xã Kỳ Nam thuộc huyện Kỳ Anh.
Năm 1965, thành lập xã Thạch Bàn thuộc huyện Thạch Hà và xã Cẩm Minh thuộc huyện Cẩm Xuyên..
Năm 1968, thành lập thị trấn nông trường Thạch Ngọc thuộc huyện Thạch Hà..
Năm 1969, thành lập xã Tân Hương thuộc huyện Đức Thọ và xã Sơn Hồng thuộc huyện Hương Sơn..
Năm 1971, thành lập xã Sơn Thọ thuộc huyện Hương Sơn; chia tách một số xã thuộc huyện Hương Khê..

## Giai đoạn 1975 - 2025

### TỉnhNghệ Tĩnh

#### Năm 1975: Quốc hội nướcViệt Nam Dân chủ Cộng hòakhóa V, Kỳ họp thứ 2
- Nghị quyết ngày 27 tháng 12 năm 1975 của Quốc hội nước Việt Nam Dân chủ Cộng hòa khóa V, Kỳ họp thứ 2[48][2] về việc hợp nhất một số tỉnh:
- Tỉnh Nghệ An, tỉnh Hà Tĩnh, tỉnh Nghệ Tĩnh

1. Hợp nhất tỉnh Nghệ An và tỉnh Hà Tĩnh thành một tỉnh mới lấy tên là tỉnh Nghệ Tĩnh.
2. Tổ chức trên địa bàn gồm thị xã Hà Tĩnh và 8 huyện: Can Lộc, Cẩm Xuyên, Đức Thọ, Hương Khê, Hương Sơn, Kỳ Anh, Nghi Xuân, Thạch Hà.

#### Năm 1977: Quyết định số 619-VP18
- Quyết định số 619-VP18[49] ngày 23 tháng 2 năm 1977 của Phủ Thủ tướng về việc thành lập xã và điều chỉnh địa giới một số xã thuộc tỉnh Nghệ Tĩnh:
- Huyện Nghi Xuân

1. Thành lập một xã ở vùng khai hoang Xuân Lĩnh lấy tên là xã Xuân Lĩnh.

- Huyện Kỳ Anh

1. Hợp nhất xã Kỳ Sơn và xã Kỳ Lâm thành một xã lấy tên là xã Vọng Sơn.
2. Sáp nhập xóm Tân Bình của xã Kỳ Giang vào xã Kỳ Phú.
3. Chia xã Kỳ Hải thành hai xã lấy tên là xã Kỳ Hà và xã Kỳ Hải.

- Huyện Thạch Hà

1. Sáp nhập xóm Hạ Lưu của xã Thạch Lưu vào xã Thạch Thượng.

- Huyện Đức Thọ

1. Hợp nhất xã Đức Tân và xã Đức Trường thành một xã lấy tên là xã Trường Sơn.
2. Sáp nhập xóm Minh Giang của xã Đức Giang vào xã Đức Đồng.

#### Năm 1977: Quyết định số 56-BT
- Quyết định số 56-BT[50] ngày 23 tháng 3 năm 1977 của Phủ Thủ tướng về việc hợp nhất và điều chỉnh địa giới một số xã thuộc tỉnh Nghệ Tĩnh:
- Huyện Hương Khê

1. Thành lập thị trấn nông trường 20 tháng 4 thuộc huyện Hương Khê.

#### Năm 1978: Quyết định số 21-BT
- Quyết định số 21-BT[51] ngày 1 tháng 2 năm 1978 của Phủ Thủ tướng về việc hợp nhất và điều chỉnh địa giới một số xã thuộc huyện Đức Thọ, tỉnh Nghệ Tĩnh:

- Huyện Đức Thọ

1. Hợp nhất xã Đức Bùi và xã Đức Xá thành một xã lấy tên là xã Bùi Xá.
2. Hợp nhất xã Đức Diên và xã Đức Phúc thành một xã lấy tên là xã Yên Hồ.
3. Hợp nhất xã Đức Ninh và xã Yên Thái thành một xã lấy tên là xã Liên Minh.
4. Hợp nhất xã Tùng Anh và xã Châu Phong thành một xã lấy tên là xã Tùng Ánh.
5. Sáp nhập xóm Bồng Phúc của xã Đức Bồng vào xã Đức Lạng.

#### Năm 1980: Quyết định số 331-CP
- Quyết định số 331-CP[52] ngày 8 tháng 10 năm 1980 của Hội đồng Chính phủ về việc chia xã Vọng Sơn thuộc huyện Kỳ Anh, tỉnh Nghệ Tĩnh thành hai xã lấy tên là xã Kỳ Sơn và xã Kỳ Lâm:
- Huyện Kỳ Anh

1. Chia xã Vọng Sơn thuộc huyện Kỳ Anh, tỉnh Nghệ Tĩnh thành hai xã lấy tên là xã Kỳ Sơn và xã Kỳ Lâm.

#### Năm 1981: Quyết định số 3-CP
- Quyết định số 3-CP[53] ngày 3 tháng 1 năm 1981 của Hội đồng Chính phủ về việc thống nhất tên gọi các đơn vị hành chính ở nội thành nội thị:

1. Từ nay ở nội thành, đơn vị hành chính cấp dưới trực tiếp của thành phố trực thuộc trung ương đều thống nhất gọi là quận; các đơn vị hành chính cơ sở ở nội thành, nội thị của các thành phố thuộc tỉnh, thị xã và quận gọi là phường.

#### Năm 1981: Quyết định số 76-HĐBT
- Quyết định số 76-HĐBT[54] ngày 19 tháng 9 năm 1981 của Hội đồng Bộ trưởng về việc phân vạch địa giới một số xã và thị trấn thuộc tỉnh Nghệ Tĩnh:
- Huyện Đức Thọ

1. Thành lập một thị trấn mới lấy tên là thị trấn Hồng Lĩnh.

#### Năm 1983: Quyết định số 128-HĐBT
- Quyết định số 128-HĐBT[55] ngày 9 tháng 11 năm 1983 của Hội đồng Bộ trưởng về việc phân vạch địa giới một số xã, thị trấn thuộc tỉnh Nghệ Tĩnh:
- Huyện Thạch Hà

1. Chia xã Thạch Hương thành hai xã lấy tên là xã Thạch Hương và xã Nam Hương.

#### Năm 1984: Quyết định số 141-HĐBT
- Quyết định số 141-HĐBT[56] ngày 27 tháng 10 năm 1984 của Hội đồng Bộ trưởng về việc thành lập một số thị trấn huyện lỵ và điều chỉnh địa giới một số xã thuộc tỉnh Nghệ Tĩnh:
- Huyện Can Lộc

1. Tách 81 hécta đất thuộc xã Đại Lộc; 44 hécta đất thuộc xã Thiên Lộc để thành lập thị trấn huyện lỵ Can Lộc.
2. Tách hai xóm Yên Đồng và Văn Thịnh của xã Xuân Lộc với tổng diện tích đất tự nhiên là 44 hécta để sáp nhập vào xã Đại Lộc.

#### Năm 1985: Quyết định số 222-HĐBT
- Quyết định số 222-HĐBT[57] ngày 19 tháng 8 năm 1985 của Hội đồng Bộ trưởng về điều chỉnh địa giới hành chính một số xã, thị trấn của các huyện Kỳ Sơn, Hương Khê và Thạch Hà thuộc tỉnh Nghệ Tĩnh:
- Huyện Hương Khê

1. Thành lập thị trấn Hương Khê (thị trấn huyện lỵ huyện Hương Khê) trên cơ sở tách 170 héc ta diện tích tự nhiên của xã Gia Phố và 57 héc ta diện tích tự nhiên của xã Phú Phong.

- Huyện Thạch Hà

1. Thành lập thị trấn Cày (thị trấn huyện lỵ huyện Thạch Hà) trên cơ sở tách 60,5 hécta diện tích tự nhiên của xã Thạch Thượng và 23,5 héc ta diện tích tự nhiên của xã Thạch Trung.

#### Năm 1985: Quyết định số 266-HĐBT
- Quyết định số 266-HĐBT[58] ngày 19 tháng 11 năm 1985 của Hội đồng Bộ trưởng về việc thành lập xã Bắc Sơn thuộc huyện Thạch Hà, tỉnh Nghệ Tĩnh:
- Huyện Thạch Hà

1. Nay thành lập xã Bắc Sơn thuộc huyện Thạch Hà, tỉnh Nghệ Tĩnh trên cơ sở 159 hécta diện tích đất tự nhiên của xã Thạch Vĩnh và 2.201 hécta diện tích đất tự nhiên của xã Thạch Lưu cùng huyện.

#### Năm 1986: Quyết định số 61-HĐBT
- Quyết định số 61-HĐBT[59] ngày 17 tháng 5 năm 1986 của Hội đồng Bộ trưởng về việc điều chỉnh địa giới hành chính một số xã, thị trấn của huyện Cẩm Xuyên, tỉnh Nghệ Tĩnh:
- Huyện Cẩm Xuyên

1. Thành lập thị trấn Cẩm Xuyên (thị trấn huyện lỵ huyện Cẩm Xuyên) trên cơ sở 91,5 hécta diện tích tự nhiên với 130 nhân khẩu của xã Cẩm Tiến; 52 hécta diện tích tự nhiên với 130 nhân khẩu của xã Cẩm Quan và 3.783 nhân khẩu là cán bộ, công nhân viên Nhà nước.

#### Năm 1986: Quyết định số 105-HĐBT
- Quyết định số 105-HĐBT[60] ngày 8 tháng 9 năm 1986 của Hội đồng Bộ trưởng về việc thành lập một số xã và thị trấn của huyện Kỳ Anh, tỉnh Nghệ Tĩnh:
- Huyện Kỳ Anh

1. Thành lập thị trấn Kỳ Anh (thị trấn huyện lỵ huyện Kỳ Anh) trên cơ sở 3 hécta diện tích tự nhiên với 119 nhân khẩu của xã Kỳ Tân; 15 hécta diện tích tự nhiên với 210 nhân khẩu của xã Kỳ Trinh; 17 hécta diện tích tự nhiên với 102 nhân khẩu của xã Kỳ Hoa; 83 hécta diện tích tự nhiên với 1.528 nhân khẩu của xã Kỳ Châu và 249 hécta diện tích tự nhiên với 2.236 nhân khẩu của xã Kỳ Hưng.
2. Thành lập xã Kỳ Hợp trên cơ sở 230 hécta diện tích tự nhiên với 308 nhân khẩu của xã Kỳ Tân; 1.566 hécta diện tích tự nhiên với 580 nhân khẩu của xã Kỳ Lâm và 1.379 hécta diện tích tự nhiên với 399 nhân khẩu của xã Kỳ Tây.
3. Thành lập xã Kỳ Đồng trên cơ sở 100 hécta diện tích tự nhiên với 833 nhân khẩu của xã Kỳ Khang; 476 hécta diện tích tự nhiên với 1.860 nhân khẩu của xã Kỳ Phú và 120 hécta diện tích tự nhiên với 705 nhân khẩu của xã Kỳ Giang.
4. Thành lập xã Kỳ Liên trên cơ sở 1.600 hécta diện tích tự nhiên với 1.340 nhân khẩu của xã Kỳ Long và 150 hécta diện tích tự nhiên với 383 nhân khẩu của xã Kỳ Phương.

#### Năm 1988: Quyết định số 22-HĐBT
- Quyết định số 22-HĐBT[61] ngày 1 tháng 3 năm 1988 của Hội đồng Bộ trưởng về việc phân vạch địa giới hành chính một số xã, thị trấn của các huyện Anh Sơn, Con Cuông, Nghi Xuân và Tân Kỳ thuộc tỉnh Nghệ Tĩnh:
- Huyện Nghi Xuân

1. Tách xóm Tiến Hòa của xã Tiên Điền gồm 59,30 hécta diện tích tự nhiên và 507 nhân khẩu; xóm Giang Thủy của xã Xuân Giang gồm 22,5 hécta diện tích tự nhiên và 588 nhân khẩu cùng 2.298 nhân khẩu là cán bộ, công nhân viên Nhà nước và người ăn theo của các cơ quan đóng trên địa bàn này để thành lập thị trấn Nghi Xuân.

#### Năm 1988: Quyết định số 72-HĐBT
- Quyết định số 72-HĐBT[62] ngày 23 tháng 4 năm 1988 của Hội đồng Bộ trưởng về việc phân vạch lại địa giới hành chính một số xã của huyện Kỳ Anh thuộc tỉnh Nghệ Tĩnh:
- Huyện Kỳ Anh

1. Tách 210 hécta diện tích tự nhiên của xã Kỳ Phong để di chuyển toàn bộ nhân dân xã Kỳ Hương tới định cư, vẫn lấy tên là xã Kỳ Hương.
2. Diện tích đất tự nhiên của xã Kỳ Hương (cũ) sẽ nằm trong quy hoạch lòng hồ của công trình thủy lợi sông Rác.

#### Năm 1989: Quyết định số 189-HĐBT
- Quyết định số 189-HĐBT[63] ngày 23 tháng 12 năm 1988 của Hội đồng Bộ trưởng về việc thành lập thị trấn Phố Châu của huyện Hương Sơn thuộc tỉnh Nghệ Tĩnh:
- Huyện Hương Sơn

1. Thành lập thị trấn Phố Châu của huyện Hương Sơn thuộc tỉnh Nghệ Tĩnh trên cơ sở: tách xóm 4, xóm 5 của xã Sơn Phố gồm 41,810 ha diện tích tự nhiên và 626 nhân khẩu và xóm Kẻ Mui của xã Sơn Trung gồm 21,619 ha diện tích tự nhiên và 203 nhân khẩu cùng 4.636 nhân khẩu là cán bộ, công nhân viên và người ăn theo của các cơ quan đóng tại khu vực này.

#### Năm 1989: Quyết định số 127-HĐBT
- Quyết định số 127-HĐBT[64] ngày 16 tháng 9 năm 1989 của Hội đồng Bộ trưởng về việc mở rộng thị xã Hà Tĩnh trực thuộc tỉnh Nghệ Tĩnh:
- Huyện Thạch Hà, thị xã Hà Tĩnh

1. Tách 6 xã: Thạch Phú, Thạch Quý, Thạch Linh, Thạch Trung, Thạch Yên và Đại Nài của huyện Thạch Hà gồm 2.674,74 ha diện tích tự nhiên và 22.803 nhân khẩu để sáp nhập vào thị xã Hà Tĩnh.
2. Thị xã Hà Tĩnh (mới) có 2 phường và 6 xã, gồm 2.291,74 ha diện tích tự nhiên và 38.110 nhân khẩu.
3. Huyện Thạch Hà còn 2 thị trấn và 41 xã, gồm 44.095 ha diện tích tự nhiên và 187.514 nhân khẩu.

### TỉnhHà Tĩnh

#### Năm 1991: Quốc hội khóa VIII, Kỳ họp thứ 9
- Nghị quyết ngày 12 tháng 8 năm 1991 của Quốc hội khóa VIII, Kỳ họp thứ 9[65] về việc điều chỉnh địa giới hành chính một số tỉnh, thành phố trực thuộc Trung ương:
- Tỉnh Nghệ Tĩnh, tỉnh Hà Tĩnh

1. Chia tỉnh Nghệ Tĩnh thành 2 tỉnh, lấy tên là tỉnh Nghệ An và tỉnh Hà Tĩnh.
2. Tỉnh Hà Tĩnh có 9 đơn vị hành chính gồm có thị xã Hà Tĩnh và 8 huyện: Nghi Xuân, Can Lộc, Đức Thọ, Hương Sơn, Hương Khê, Cẩm Xuyên, Kỳ Anh, Thạch Hà, có diện tích tự nhiên 6.053 km2 với số dân 1.166.107 người. Tỉnh lỵ: thị xã Hà Tĩnh.

#### Năm 1992: Quyết định số 67-HĐBT
- Quyết định số 67-HĐBT[66] ngày 2 tháng 3 năm 1992 của Hội đồng Bộ trưởng về việc thành lập thị xã Hồng Lĩnh thuộc tỉnh Hà Tĩnh:
- Huyện Đức Thọ, huyện Can Lộc, thị xã Hồng Lĩnh

1. Nay thành lập thị xã Hồng Lĩnh trên cơ sở: thị trấn Hồng Lĩnh, xã Đức Thuận, xã Trung Lương; 29,02 ha diện tích tự nhiên với 389 nhân khẩu của xã Đức Thịnh thuộc huyện Đức Thọ; các xã Đậu Liêu và Thuận Lộc thuộc huyện Can Lộc.
2. Sau khi phân vạch và điều chỉnh địa giới, thị xã Hồng Lĩnh có 5.809,11 ha diện tích tự nhiên và 29.666 nhân khẩu.

#### Năm 1992: Quyết định số 112/TCCP
- Quyết định số 112/TCCP[67] ngày 11 tháng 3 năm 1992 của Ban Tổ chức – Cán bộ Chính phủ về việc thành lập các phường, xã thuộc thị xã Hồng Lĩnh, tỉnh Hà Tĩnh:
- Thị xã Hồng Lĩnh

1. Thành lập phường Bắc Hồng trên cơ sở: toàn bộ diện tích dân số của thị trấn Hồng Lĩnh (cũ) và 54,4 ha diện tích tự nhiên và 465 nhân khẩu của hợp tác xã Hồng Sơn, xã Đức Thuận.
2. Xã Đức Thuận còn lại 697,91 ha diện tích tự nhiên và 5.424 nhân khẩu (kể cả 29,02 ha diện tích tự nhiên và 389 nhân khẩu của xã Đức Thịnh, huyện Đức Thọ chuyển sang).
3. Thành lập phường Nam Hồng trên cơ sở 609,89 ha diện tích tự nhiên và 3.800 nhân khẩu của xã Thuần Lộc.
4. Sau khi phân vạch điều chỉnh địa giới, thị xã Hồng Lĩnh có 6 đơn vị hành chính là: phường Bắc Hồng, phường Nam Hồng và các xã Đậu Liêu, Thuận Lộc, Đức Thuận, Trung Lương.

#### Năm 1993: Nghị định số 101-CP
- Nghị định số 101-CP[68] ngày 23 tháng 12 năm 1993 của Chính phủ về việc điều chỉnh địa giới phường, xã thuộc thị xã Hà Tĩnh, tỉnh Hà Tĩnh:
- Thị xã Hà Tĩnh

1. Thành lập phường Tân Giang trên cơ sở: 37,96 ha diện tích tự nhiên với 2.115 nhân khẩu của phường Bắc Hà, 46,80 ha diện tích tự nhiên với 2.570 nhân khẩu của phường Nam Hà và 12,53 ha diện tích tự nhiên với 435 nhân khẩu của xã Thạch Quý.
2. Thành lập phường Trần Phú trên cơ sở: 104,98 ha diện tích tự nhiên với 4.122 nhân khẩu của xã Thạch Linh (kể cả số nhân khẩu do phường Bắc Hà quản lý hiện ở trong diện tích trên) và 16,32 ha diện tích tự nhiên với 720 nhân khẩu của xã Thạch Phú.
3. Sáp nhập 31,58 ha diện tích tự nhiên với 694 nhân khẩu của xã Thạch Quý và 2,96 ha diện tích tự nhiên của xã Thạch Phú vào phần còn lại của phường Bắc Hà (gồm 91,66 ha diện tích tự nhiên với 7.720 nhân khẩu).
4. Sáp nhập 7,86 ha diện tích tự nhiên với 207 nhân khẩu của phường Nam Hà vào phần còn lại của xã Thạch Phú (gồm 193,72 ha diện tích tự nhiên và 2.747 nhân khẩu).
5. Thị xã Hà Tĩnh có 10 đơn vị hành chính là các phường: Nam Hà, Bắc Hà, Trần Phú, Tân Giang và các xã: Thạch Quý, Thạch Linh, Thạch Phú, Thạnh Hòa, Thạch Yên, Thạch Trung.

#### Năm 1994: Nghị định số 48-CP
- Nghị định số 48-CP[69] ngày 8 tháng 6 năm 1994 của Chính phủ về việc thành lập thị trấn Xuân An, huyện Nghi Xuân và sáp nhập thôn Mai Hồ thuộc xã Đức Yên vào thị trấn Đức Thọ, tỉnh Hà Tĩnh:
- Huyện Nghi Xuân

1. Thành lập thị trấn Xuân An trên cơ sở xã Xuân An.

- Huyện Đức Thọ

1. Sát nhập thôn Mai Hồ thuộc xã Đức Yên có diện tích tự nhiên 197 hécta với 1.730 nhân khẩu vào thị trấn Đức Thọ.

#### Năm 1997: Nghị định số 111/1997/NĐ-CP
- Nghị định số 111/1997/NĐ-CP[70] ngày 19 tháng 11 năm 1997 về việc thành lập thị trấn Tây Sơn thuộc huyện Hương Sơn và sáp nhập xã Cẩm Tiến vào thị trấn Cẩm Xuyên, huyện Cẩm Xuyên, tỉnh Hà Tĩnh:

- Huyện Hương Sơn

1. Thành lập thị trấn Tây Sơn thuộc huyện Hương Sơn trên cơ sở 201 ha diện tích tự nhiên và 5.348 nhân khẩu của xã Sơn Tây; 219 ha diện tích tự nhiên và 511 nhân khẩu của xã Sơn Kim.

- Huyện Cẩm Xuyên

1. Sáp nhập xã Cẩm Tiến thuộc huyện Cẩm Xuyên vào thị trấn Cẩm Xuyên.

#### Năm 1999: Nghị định số 63/1999/NĐ-CP
- Nghị định số 63/1999/NĐ-CP[71] ngày 2 tháng 8 năm 1999 của Chính phủ về việc điều chỉnh địa giới hành chính để mở rộng thị trấn huyện lỵ các huyện Hương Sơn và Can Lộc, tỉnh Hà Tĩnh:
- Huyện Hương Sơn

1. Sáp nhập toàn bộ diện tích và dân số của xã Sơn Phố vào thị trấn Phố Châu - thị trấn huyện lỵ huyện Hương Sơn.

- Huyện Can Lộc

1. Sáp nhập toàn bộ diện tích và dân số của xã Đại Lộc vào thị trấn Can Lộc - thị trấn huyện lỵ huyện Can Lộc và đổi tên thành thị trấn Nghèn.

#### Năm 2000: Nghị định số 27/2000/NĐ-CP
- Nghị định số 27/2000/NĐ-CP[72] ngày 4 tháng 8 năm 2000 về việc thành lập huyện Vũ Quang thuộc tỉnh Hà Tĩnh:
- Huyện Đức Thọ, huyện Hương Khê, huyện Hương Sơn, huyện Vũ Quang

1. Thành lập huyện Vũ Quang trên cơ sở các xã: Đức Liên, Đức Hương, Đức Bồng, Đức Lĩnh, Đức Giang, Ân Phú (thuộc huyện Đức Thọ), Hương Thọ, Hương Minh, Hương Đại, Hương Điền, Vũ Quang (thuộc huyện Hương Khê) và xã Sơn Thọ (thuộc huyện Hương Sơn).
2. Huyện Vũ Quang có 62.284 ha diện tích tự nhiên và 35.877 nhân khẩu, gồm 12 đơn vị hành chính trực thuộc là các xã: Đức Liên, Đức Hương, Đức Bồng, Đức Lĩnh, Đức Giang, Ân Phú, Hương Thọ, Hương Minh, Hương Đại, Hương Điền, Vũ Quang và Sơn Thọ.
3. Sau khi điều chỉnh địa giới hành chính để thành lập huyện Vũ Quang:
  1. Huyện Đức Thọ có 20.904 ha diện tích tự nhiên và 125.260 nhân khẩu, gồm 27 xã và 1 thị trấn;
  2. Huyện Hương Khê có 124.178 ha diện tích tự nhiên và 102.721 nhân khẩu, gồm 20 xã và 2 thị trấn.
  3. Huyện Hương Sơn có 95.020 ha diện tích tự nhiên và 119.240 nhân khẩu, gồm 28 xã và 2 thị trấn.

#### Năm 2001: Nghị định số 22/2001/NĐ-CP
- Nghị định số 22/2001/NĐ-CP[73] ngày 28 tháng 5 năm 2001 của Chính phủ về việc sáp nhập xã Thạch Thượng và thị trấn Cày để thành lập thị trấn Thạch Hà thuộc huyện Thạch Hà, tỉnh Hà Tĩnh:
- Huyện Thạch Hà

1. Sáp nhập toàn bộ diện tích tự nhiên và dân số của xã Thạch Thượng và thị trấn Cày để thành lập thị trấn Thạch Hà thuộc huyện Thạch Hà, tỉnh Hà Tĩnh.

#### Năm 2003: Nghị định số 112/2003/NĐ-CP
- Nghị định số 112/2003/NĐ-CP[74] ngày 3 tháng 10 năm 2003 của Chính phủ về việc thành lập thị trấn thuộc các huyện Cẩm Xuyên và Vũ Quang, đổi tên xã Vũ Quang thành Hương Quang thuộc huyện Vũ Quang, tỉnh Hà Tĩnh:
- Huyện Cẩm Xuyên

1. Thành lập thị trấn Thiên Cầm thuộc huyện Cẩm Xuyên trên cơ sở toàn bộ diện tích tự nhiên và dân số của xã Cẩm Long.

- Huyện Vũ Quang

1. Thành lập thị trấn Vũ Quang - thị trấn huyện lỵ huyện Vũ Quang trên cơ sở toàn bộ diện tích tự nhiên và dân số của xã Hương Đại; 103 ha diện tích tự nhiên và 373 nhân khẩu của xã Hương Minh; 159 ha diện tích tự nhiên và 282 nhân khẩu của xã Đức Bồng.
2. Đổi tên xã Vũ Quang thuộc huyện Vũ Quang thành xã Hương Quang.

#### Năm 2004: Nghị định số 9/2004/NĐ-CP
- Nghị định số 9/2004/NĐ-CP[75] ngày 2 tháng 1 năm 2024 của Chính phủ về việc mở rộng thị xã và thành lập phường thuộc thị xã Hà Tĩnh, giải thể thị trấn nông trường và thành lập xã thuộc các huyện Thạch Hà, Hương Khê, Hương Sơn và Kỳ Anh, tỉnh Hà Tĩnh:
- Huyện Thạch Hà, thị xã Hà Tĩnh

1. Chuyển 2.553,24 ha diện tích tự nhiên và 16.976 nhân khẩu (gồm toàn bộ các xã: Thạch Hạ, Thạch Môn, Thạch Đồng, Thạch Hưng, Thạch Bình) thuộc huyện Thạch Hà về thị xã Hà Tĩnh quản lý.

- Thị xã Hà Tĩnh

1. Thành lập phường Hà Huy Tập thuộc thị xã Hà Tĩnh trên cơ sở toàn bộ diện tích tự nhiên và dân số của xã Thạch Phú.
2. Thành lập phường Đại Nài thuộc thị xã Hà Tĩnh trên cơ sở toàn bộ diện tích tự nhiên và dân số của xã Đại Nài.
3. Sau khi điều chỉnh địa giới hành chính mở rộng thị xã và thành lập phường thuộc thị xã Hà Tĩnh:
  1. Thị xã Hà Tĩnh có 5.618,62 ha diện tích tự nhiên và 77.306 nhân khẩu, có 15 đơn vị hành chính trực thuộc gồm các phường Bắc Hà, Nam Hà, Trần Phú, Tân Giang, Hà Huy Tập, Đại Nài và các xã Thạch Linh, Thạch Trung, Thạch Quý, Thạch Yên, Thạch Hạ, Thạch Môn, Thạch Đồng, Thạch Hưng, Thạch Bình.
  2. Huyện Thạch Hà còn lại 39.946,50 ha diện tích tự nhiên và 179.775 nhân khẩu, có 37 đơn vị hành chính trực thuộc gồm các xã Thạch Liên, Thạch Kênh, Việt Xuyên, Thạch Sơn, Thạch Bằng, Thạch Mỹ, Thạch Châu, Thạch Kim, Thạch Bàn, Phù Việt, Thạch Long, Thạch Đỉnh, Thạch Hải, Thạch Tiến, Thạch Thanh, Mai Phụ, Hộ Độ, Thạch Khê, Thạch Trị, Tượng Sơn, Thạch Lạc, Thạch Ngọc, Thạch Vĩnh, Thạch Lưu, Bắc Sơn, Thạch Đài, Thạch Hội, Thạch Thắng, Thạch Văn, Thạch Xuân, Thạch Tân, Thạch Hương, Thạch Điền, Nam Hương, Thạch Lâm, Ngọc Sơn và thị trấn Thạch Hà.

- Huyện Thạch Hà

1. Giải thể thị trấn nông trường Thạch Ngọc thuộc huyện Thạch Hà để thành lập xã Ngọc Sơntrên cơ sở toàn bộ diện tích tự nhiên và dân số của thị trấn nông trường Thạch Ngọc.

- Huyện Hương Khê

1. Giải thể thị trấn nông trường 20/4 thuộc huyện Hương Khê để thành lập xã Hương Tràtrên cơ sở toàn bộ diện tích tự nhiên và dân số của thị trấn nông trường 20/4.
2. Chia xã Sơn Kim thuộc huyện Hương Sơn thành xã Sơn Kim 1 và xã Sơn Kim 2.

- Huyện Kỳ Anh

1. Thành lập xã Kỳ Trung thuộc huyện Kỳ Anh trên cơ sở 1.186,20 ha diện tích tự nhiên và 2.095 nhân khẩu của xã Kỳ Văn, 969,70 ha diện tích tự nhiên và 312 nhân khẩu của xã Kỳ Giang, 334,10 ha diện tích tự nhiên của xã Kỳ Tây, 137 ha diện tích tự nhiên của xã Kỳ Tiến và 757,70 ha diện tích tự nhiên của xã Kỳ Phong.

#### Năm 2007: Nghị định số 20/2007/NĐ-CP
- Nghị định số 20/2007/NĐ-CP[76] ngày 7 tháng 2 năm 2007 của Chính phủ về việc điều chỉnh địa giới hành chính xã, phường, huyện; thành lập các phường thuộc thị xã Hà Tĩnh; thành lập huyện Lộc Hà, tỉnh Hà Tĩnh:

- Thị xã Hà Tĩnh

1. Thành lập phường Nguyễn Du trên cơ sở điều chỉnh 18,86 ha diện tích tự nhiên và 2.721 nhân khẩu của phường Bắc Hà; 39,72 ha diện tích tự nhiên và 341 nhân khẩu của xã Thạch Quý; 39,16 ha diện tích tự nhiên và 600 nhân khẩu của xã Thạch Linh; 83,11 ha diện tích tự nhiên và 579 nhân khẩu của xã Thạch Trung; 39,48 ha diện tích tự nhiên và 374 nhân khẩu của phường Trần Phú.
2. Thành lập phường Văn Yên trên cơ sở điều chỉnh 18,86 ha diện tích tự nhiên và 2.721 nhân khẩu của phường Bắc Hà; 39,72 ha diện tích tự nhiên và 341 nhân khẩu của xã Thạch Quý; 39,16 ha diện tích tự nhiên và 600 nhân khẩu của xã Thạch Linh; 83,11 ha diện tích tự nhiên và 579 nhân khẩu của xã Thạch Trung; 39,48 ha diện tích tự nhiên và 374 nhân khẩu của phường Trần Phú.
3. Thành lập phường Thạch Quý trên cơ sở 358,03 ha diện tích tự nhiên và 5.920 nhân khẩu còn lại của xã Thạch Quý.
4. Thành lập phường Thạch Linh trên cơ sở 606,12 ha diện tích tự nhiên và 5.960 nhân khẩu còn lại của xã Thạch Linh.
5. Sau khi điều chỉnh địa giới hành chính, thị xã Hà Tĩnh có 5.632,64 ha diện tích tự nhiên và 112.710 nhân khẩu, có 16 đơn vị hành chính trực thuộc, gồm các phường: Bắc Hà, Nam Hà, Trần Phú, Tân Giang, Đại Nài, Hà Huy Tập, Nguyễn Du, Thạch Linh, Thạch Quý, Văn Yên và các xã: Thạch Trung, Thạch Hưng, Thạch Hạ, Thạch Đồng, Thạch Môn, Thạch Bình.

- Huyện Can Lộc, huyện Thạch Hà, huyện Lộc Hà

1. Thành lập huyện Lộc Hà thuộc tỉnh Hà Tĩnh trên cơ sở điều chỉnh 7.579,8 ha diện tích tự nhiên và 43.204 nhân khẩu của huyện Can Lộc (gồm toàn bộ diện tích tự nhiên và nhân khẩu của các xã: Ích Hậu, Hồng Lộc, Phù Lưu, Bình Lộc, Tân Lộc, An Lộc, Thịnh Lộc); 4.251,05 ha diện tích tự nhiên và 43.009 nhân khẩu của huyện Thạch Hà (gồm toàn bộ diện tích tự nhiên và nhân khẩu của các xã: Thạch Kim, Thạch Bằng, Thạch Châu, Mai Phụ, Hộ Độ, Thạch Mỹ).
2. Huyện Lộc Hà có 11.830,85 ha diện tích tự nhiên và 86.213 nhân khẩu, có 13 đơn vị hành chính trực thuộc, bao gồm các xã: Ích Hậu, Phù Lưu, Hồng Lộc, Bình Lộc, Tân Lộc, An Lộc, Thịnh Lộc, Thạch Kim, Thạch Bằng, Thạch Châu, Thạch Mỹ, Mai Phụ, Hộ Độ.
3. Sau khi điều chỉnh địa giới hành chính:
  1. Huyện Can Lộc còn lại 30.084,58 ha diện tích tự nhiên và 137.647 nhân khẩu, có 23 đơn vị hành chính trực thuộc, bao gồm các xã: Thường Nga, Song Lộc, Phú Lộc, Gia Hanh, Thượng Lộc, Đồng Lộc, Yên Lộc, Kim Lộc, Trường Lộc, Thanh Lộc, Trung Lộc, Vĩnh Lộc, Khánh Lộc, Mỹ Lộc, Sơn Lộc, Quang Lộc, Xuân Lộc, Tiến Lộc, Vượng Lộc, Thiên Lộc, Thuần Thiện, Tùng Lộc và thị trấn Nghèn.
  2. Huyện Thạch Hà còn lại 35.643,49 ha diện tích tự nhiên và 139.111 nhân khẩu, có 31 đơn vị hành chính trực thuộc, bao gồm các xã: Thạch Kênh, Thạch Liên, Phù Việt, Thạch Long, Thạch Sơn, Thạch Thanh, Thạch Tiến, Việt Xuyên, Thạch Ngọc, Ngọc Sơn, Thạch Đài, Thạch Lưu, Thạch Vĩnh, Bắc Sơn, Thạch Xuân, Nam Hương, Thạch Tân, Thạch Lâm, Thạch Hương, Thạch Điền, Tượng Sơn, Thạch Thắng, Thạch Văn, Thạch Hội, Thạch Trị, Thạch Lạc, Thạch Khê, Thạch Đỉnh, Thạch Hải, Thạch Bàn và thị trấn Thạch Hà.
  3. Tỉnh Hà Tĩnh có 12 đơn vị hành chính trực thuộc, bao gồm các huyện: Kỳ Anh, Cẩm Xuyên, Thạch Hà, Can Lộc, Lộc Hà, Nghi Xuân, Đức Thọ, Hương Sơn, Vũ Quang, Hương Khê và các thị xã: Hà Tĩnh, Hồng Lĩnh.

#### Năm 2007: Nghị định số 89/2007/NĐ-CP
- Nghị định số 89/2007/NĐ-CP[77] ngày 28/5/2007 của Chính phủ về việc thành lập thành phố Hà Tĩnh thuộc tỉnh Hà Tĩnh:

1. Thành lập thành phố Hà Tĩnh trên cơ sở toàn bộ diện tích tự nhiên, dân số và các đơn vị hành chính trực thuộc của thị xã Hà Tĩnh.
2. Thành phố Hà Tĩnh có 5.632 ha diện tích tự nhiên và 117.546 nhân khẩu, có 16 đơn vị hành chính trực thuộc, gồm các phường: Bắc Hà, Nam Hà, Nguyễn Du, Trần Phú, Tân Giang, Hà Huy Tập, Đại Nài, Thạch Linh, Thạch Quý, Văn Yên và các xã: Thạch Trung, Thạch Đồng, Thạch Môn, Thạch Hạ, Thạch Hưng, Thạch Bình.
3. Tỉnh Hà Tĩnh có 12 đơn vị hành chính cấp huyện, gồm các huyện: Nghi Xuân, Đức Thọ, Hương Sơn, Vũ Quang, Hương Khê, Can Lộc, Thạch Hà, Lộc Hà, Cẩm Xuyên, Kỳ Anh, thị xã Hồng Lĩnh và thành phố Hà Tĩnh.

#### Năm 2007: Quyết định số 95/2007/QĐ-TTg
- Quyết định số 95/2007/QĐ-TTg[78] ngày 28 tháng 6 năm 2007 của Thủ tướng Chính phủ về việc xác định tuyến địa giới hành chính giữa hai tỉnh Hà Tĩnh và Quảng Bình, tại khu vực xã Hương Trạch, huyện Hương Khê, tỉnh Hà Tĩnh với xã Hương Hóa, huyện Tuyên Hóa, tỉnh Quảng Bình và xã Kỳ Lạc, huyện Kỳ Anh, tỉnh Hà Tĩnh với xã Ngư Hóa, huyện Tuyên Hóa, tỉnh Quảng Bình:
- Tỉnh Hà Tĩnh, tỉnh Quảng Bình

1. Khu vực 1: tuyến địa giới hành chính giữa hai tỉnh tại xã Hương Trạch, huyện Hương Khê, tỉnh Hà Tĩnh và xã Hương Hoá, huyện Tuyên Hoá, tỉnh Quảng Bình, khởi đầu từ đỉnh núi có độ cao 266 m, tuyến địa giới hành chính đi theo hướng chính là hướng Đông Bắc đến ngã ba giữa sông Rào Bội và sông Ngàn Sâu, theo sông Rào Bội đến ngã ba giữa sông Rào Bội với đường hào (do nhân dân hai xã Hương Trạch và Hương Hoá đào năm 1965), đi theo đường hào đến điểm gặp đường Hồ Chí Minh (Quốc lộ 15 cũ), theo phân thuỷ đồi (Lèn Đá Đen) xuống gặp đường đất lớn, gặp đường mòn; từ đây đi theo chân đồi (không tên) đến khe suối (không tên), đi theo khe suối (không tên) đến ngã ba khe suối, đi tiếp theo khe núi đến đỉnh núi có toạ độ X = 1 997 600; Y = 48 589 605.
2. Khu vực 2: tuyến địa giới hành chính giữa hai tỉnh tại xã Kỳ Lạc, huyện Kỳ Anh, tỉnh Hà Tĩnh và xã Ngư Hóa, huyện Tuyên Hóa, tỉnh Quảng Bình, khởi đầu từ yên ngựa (phía Tây Nam núi Hòn Moi), tuyến địa giới hành chính đi theo hướng chính là hướng Đông Bắc, theo phân thuỷ qua các đỉnh núi Hòn Moi, núi Đá Đen, núi có độ cao 178 m đến ngã ba giữa sông Rào Trổ với suối cạn, đi theo sông Rào Trổ đến ngã ba giữa sông Rào Trổ với khe Ba Lát, đi theo khe Ba Lát qua điểm cắt với đường Đá đến ngã ba giữa khe Ba Lát với suối cạn; từ đây đi theo phân thuỷ qua các đỉnh núi có độ cao 248 m, 130 m đến đỉnh núi (không tên) có toạ độ X = 1 980 850; Y = 48 635 765.

#### Năm 2009: Nghị định số 3/NĐ-CP
- Nghị định số 3/NĐ-CP[79] ngày 19 tháng 1 năm 2009 của Chính phủ về việc thành lập phường thuộc thị xã Hồng Lĩnh; điều chỉnh địa giới hành chính xã để mở rộng thị trấn Hương Khê thuộc huyện Hương Khê, tỉnh Hà Tĩnh:
- Thị xã Hồng Lĩnh

1. Thành lập phường Trung Lương thuộc thị xã Hồng Lĩnh trên cơ sở toàn bộ xã Trung Lương.
2. Thành lập phường Đức Thuận thuộc thị xã Hồng Lĩnh trên cơ sở toàn bộ xã Đức Thuận.
3. Thành lập phường Đậu Liêu, thị xã Hồng Lĩnh trên cơ sở toàn bộ xã Đậu Liêu.

- Huyện Hương Khê

1. Mở rộng thị trấn Hương Khê thuộc huyện Hương Khê trên cơ sở điều chỉnh 127,80 ha diện tích tự nhiên và 513 nhân khẩu của xã Hương Long; 89,08 ha diện tích tự nhiên và 792 nhân khẩu của xã Gia Phố; 41,14 ha diện tích tự nhiên và 431 nhân khẩu của xã Phú Phong; 3,25 ha diện tích tự nhiên và 77 nhân khẩu của xã Phú Gia.
2. Sau khi thành lập phường và điều chỉnh địa giới hành chính:
  1. Thị xã Hồng Lĩnh có 5.855,23 ha diện tích tự nhiên và 36.805 nhân khẩu, có 06 đơn vị hành chính trực thuộc, bao gồm các phường: Bắc Hồng, Nam Hồng, Trung Lương, Đức Thuận, Đậu Liêu và xã Thuận Lộc.
  2. Huyện Hương Khê có 127.809,09 ha diện tích tự nhiên và 107.996 nhân khẩu, có 22 đơn vị hành chính trực thuộc, bao gồm các xã: Hương Trạch, Phúc Trạch, Hương Đô, Hương Trà, Hương Liên, Hương Lâm, Lộc Yên, Hương Xuân, Phú Phong, Hương Vĩnh, Phú Gia, Hương Long, Gia Phố, Hương Giang, Hương Thủy, Hương Bình, Phúc Đồng, Hòa Hải, Hà Linh, Phương Điền, Phương Mỹ và thị trấn Hương Khê.

#### Năm 2015: Nghị quyết số 903/NQ-UBTVQH13
- Nghị quyết số 903/NQ-UBTVQH13[80] ngày 10 tháng 4 năm 2015 của Ủy ban Thường vụ Quốc hội về việc điều chỉnh địa giới hành chính huyện Kỳ Anh để thành lập thị xã Kỳ Anh và 06 phường thuộc thị xã Kỳ Anh, tỉnh Hà Tĩnh:
- Huyện Kỳ Anh, thị xã Kỳ Anh

1. Điều chỉnh 28.025,03 ha diện tích tự nhiên và 85.508 nhân khẩu của huyện Kỳ Anh, tỉnh Hà Tĩnh, gồm toàn bộ diện tích tự nhiên và nhân khẩu của thị trấn Kỳ Anh và 11 xã Kỳ Hà, Kỳ Hoa, Kỳ Hưng, Kỳ Long, Kỳ Liên, Kỳ Lợi, Kỳ Nam, Kỳ Ninh, Kỳ Phương, Kỳ Thịnh, Kỳ Trinh để thành lập thị xã Kỳ Anh, tỉnh Hà Tĩnh.

- Thị xã Kỳ Anh

1. Thành lập 06 phường thuộc thị xã Kỳ Anh:
  1. Thành lập phường Kỳ Liên trên cơ sở toàn bộ xã Kỳ Liên.
  2. Thành lập phường Kỳ Long trên cơ sở toàn bộ xã Kỳ Long.
  3. Thành lập phường Kỳ Phương trên cơ sở toàn bộ xã Kỳ Phương.
  4. Thành lập phường Kỳ Thịnh trên cơ sở toàn bộ xã Kỳ Thịnh.
  5. Thành lập phường Kỳ Trinh trên cơ sở toàn bộ xã Kỳ Trinh.
  6. Thành lập phường Sông Trí trên cơ sở toàn bộ thị trấn Kỳ Anh.
2. Sau khi điều chỉnh địa giới hành chính:
  1. Thị xã Kỳ Anh có 28.025,03 ha diện tích tự nhiên, 85.508 nhân khẩu và 12 đơn vị hành chính cấp xã, gồm 06 phường Kỳ Liên, Kỳ Long, Kỳ Phương, Kỳ Thịnh, Kỳ Trinh, Sông Trí và 06 xã Kỳ Hà, Kỳ Hoa, Kỳ Hưng, Kỳ Lợi, Kỳ Nam, Kỳ Ninh.
  2. Huyện Kỳ Anh có 76.161,7 ha diện tích tự nhiên, 120.518 nhân khẩu và 21 xã Kỳ Bắc, Kỳ Châu, Kỳ Đồng, Kỳ Giang, Kỳ Hải, Kỳ Hợp, Kỳ Lạc, Kỳ Lâm, Kỳ Khang, Kỳ Tây, Kỳ Phú, Kỳ Phong, Kỳ Sơn, Kỳ Tân, Kỳ Thượng, Kỳ Tiến, Kỳ Trung, Kỳ Thọ, Kỳ Thư, Kỳ Văn, Kỳ Xuân.
  3. Tỉnh Hà Tĩnh có 13 đơn vị hành chính cấp huyện (01 thành phố, 02 thị xã, 10 huyện) và 262 đơn vị hành chính cấp xã (21 phường, 11 thị trấn, 230 xã).

#### Năm 2018: Nghị quyết số 536/NQ-UBTVQH14
- Nghị quyết số 536/NQ-UBTVQH14[81] ngày 11 tháng 7 năm 2018 của Ủy ban Thường vụ Quốc hội về việc thành lập thị trấn Đồng Lộc thuộc huyện Can Lộc, tỉnh Hà Tĩnh:
- Huyện Can Lộc

1. Thành lập thị trấn Đồng Lộc trên cơ sở toàn bộ xã Đồng Lộc, huyện Can Lộc, tỉnh Hà Tĩnh.
2. Sau khi thành lập thị trấn Đồng Lộc:
  1. Huyện Can Lộc có 23 đơn vị hành chính cấp xã, gồm 21 xã và 02 thị trấn.
  2. Tỉnh Hà Tĩnh có 13 đơn vị hành chính cấp huyện, gồm 10 huyện, 02 thị xã và 01 thành phố; 262 đơn vị hành chính cấp xã, gồm 229 xã, 21 phường và 12 thị trấn.

#### Năm 2019: Nghị quyết số 819/NQ-UBTVQH14
- Nghị quyết số 819/NQ-UBTVQH14[82] ngày 21 tháng 11 năm 2019 của Ủy ban Thường vụ Quốc hội về việc sắp xếp các đơn vị hành chính cấp xã thuộc tỉnh Hà Tĩnh:
- Thành phố Hà Tĩnh

1. Thành lập xã Đồng Môn trên cơ sở nhập toàn bộ xã Thạch Đồng và xã Thạch Môn.
2. Sau khi sắp xếp, thành phố Hà Tĩnh có 15 đơn vị hành chính cấp xã, gồm 05 xã và 10 phường.

- Thị xã Kỳ Anh

1. Thành lập phường Hưng Trí trên cơ sở nhập toàn bộ xã Kỳ Hưng và phường Sông Trí.
2. Sau khi sắp xếp, thị xã Kỳ Anh có 11 đơn vị hành chính cấp xã, gồm 06 phường và 05 xã.

- Huyện Kỳ Anh

1. Thành lập xã Lâm Hợp trên cơ sở nhập toàn bộ xã Kỳ Lâm và xã Kỳ Hợp.
2. Sau khi sắp xếp, huyện Kỳ Anh có 20 đơn vị hành chính cấp xã.

- Huyện Cẩm Xuyên

1. Thành lập xã Nam Phúc Thăng trên cơ sở nhập nhập toàn bộ xã Cẩm Nam, xã Cẩm Phúc và xã Cẩm Thăng.
2. Thành lập xã Yên Hòa trên cơ sở nhập toàn bộ xã Cẩm Yên và xã Cẩm Hòa.
3. Sau khi sắp xếp, huyện Cẩm Xuyên có 23 đơn vị hành chính cấp xã, gồm 21 xã và 02 thị trấn.

- Huyện Thạch Hà

1. Nhập toàn bộ xã Thạch Thanh vào thị trấn Thạch Hà.
2. Thành lập xã Tân Lâm Hương trên cơ sở nhập toàn bộ xã Thạch Tân, xã Thạch Lâm và xã Thạch Hương.
3. Thành lập xã Việt Tiến trên cơ sở nhập toàn bộ xã Phù Việt, xã Việt Xuyên và xã Thạch Tiến.
4. Thành lập xã Lưu Vĩnh Sơn trên cơ sở nhập toàn bộ xã Thạch Lưu, xã Thạch Vĩnh và xã Bắc Sơn.
5. Thành lập xã Nam Điền trên cơ sở nhập toàn bộ xã Nam Hương và xã Thạch Điền.
6. Thành lập xã Đỉnh Bàn trên cơ sở nhập toàn bộ xã Thạch Đỉnh và Thạch Bàn.
7. Sau khi sắp xếp, huyện Thạch Hà có 22 đơn vị hành chính cấp xã, gồm 21 xã và 01 thị trấn.

- Huyện Lộc Hà

1. Thành lập xã Bình An trên cơ sở nhập toàn bộ xã An Lộc và xã Bình Lộc.
2. Thành lập thị trấn Lộc Hà trên cơ sở toàn bộ xã Thạch Bằng.
3. Sau khi sắp xếp, huyện Lộc Hà có 12 đơn vị hành chính cấp xã, gồm 11 xã và 01 thị trấn.

- Huyện Can Lộc

1. Nhập toàn bộ xã Tiến Lộc vào thị trấn Nghèn.
2. Thành lập xã Kim Song Trường trên cơ sở nhập toàn bộ xã Kim Lộc, xã Song Lộc và xã Trường Lộc.
3. Thành lập xã Khánh Vĩnh Yên trên cơ sở nhập toàn bộ xã Khánh Lộc, xã Vĩnh Lộc và xã Yên Lộc.
4. Sau khi sắp xếp, huyện Can Lộc có 18 đơn vị hành chính cấp xã, gồm 16 xã và 02 thị trấn.

- Huyện Nghi Xuân

1. Thành lập thị trấn Tiên Điền trên cơ sở nhập toàn bộ xã Tiên Điền và thị trấn Nghi Xuân.
2. Thành lập xã Đan Trường trên cơ sở nhập toàn bộ xã Xuân Đan và xã Xuân Trường.
3. Sau khi sắp xếp, huyện Nghi Xuân có 17 đơn vị hành chính cấp xã, gồm 15 xã và 02 thị trấn.

- Huyện Đức Thọ

1. Nhập toàn bộ xã Đức Yên vào thị trấn Đức Thọ.
2. Thành lập xã Bùi La Nhân trên cơ sở nhập toàn bộ xã Bùi Xá, xã Đức La và xã Đức Nhân.
3. Thành lập xã Lâm Trung Thủy trên cơ sở nhập toàn bộ xã Đức Lâm, xã Trung Lễ và xã Đức Thủy.
4. Thành lập xã Thanh Bình Thịnh trên cơ sở nhập toàn bộ xã Đức Thanh, xã Đức Thịnh và xã Thái Yên.
5. Thành lập xã Tùng Châu trên cơ sở nhập toàn bộ xã Đức Tùng và xã Đức Châu.
6. Thành lập xã Quang Vĩnh trên cơ sở nhập toàn bộ xã Đức Quang và xã Đức Vĩnh.
7. Thành lập xã An Dũng trên cơ sở nhập toàn bộ xã Đức An và xã Đức Dũng.
8. Thành lập xã Hòa Lạc trên cơ sở nhập toàn bộ xã Đức Hòa và xã Đức Lạc.
9. Thành lập xã Tân Dân trên cơ sở nhập toàn bộ xã Đức Long và xã Đức Lập.
10. Sau khi sắp xếp, huyện Đức Thọ có 16 đơn vị hành chính, gồm 15 xã và 01 thị trấn.

- Huyện Hương Sơn

1. Thành lập xã Tân Mỹ Hà trên cơ sở nhập toàn bộ xã Sơn Tân, xã Sơn Mỹ và xã Sơn Hà.
2. Thành lập xã An Hòa Thịnh trên cơ sở nhập toàn bộ xã Sơn An, xã Sơn Hòa và xã Sơn Thịnh.
3. Thành lập xã Kim Hoa trên cơ sở nhập toàn bộ xã Sơn Phúc, xã Sơn Mai và xã Sơn Thủy.
4. Thành lập xã Quang Diệm trên cơ sở nhập toàn bộ xã Sơn Quang và xã Sơn Diệm.
5. Sau khi sắp xếp, huyện Hương Sơn có 25 đơn vị hành chính cấp xã, gồm 23 xã và 02 thị trấn.

- Huyện Vũ Quang

1. Điều chỉnh 9,80 km2 diện tích tự nhiên của xã Hương Minh vào xã Hương Quang; điều chỉnh 121,74 km2 diện tích tự nhiên của xã Hương Quang vào xã Hương Điền.
2. Thành lập xã Quang Thọ trên cơ sở nhập toàn bộ xã Hương Thọ và toàn bộ 213,84 km2 diện tích tự nhiên, 594 người của xã Hương Quang sau khi điều chỉnh địa giới đơn vị hành chính.
3. Thành lập xã Thọ Điền trên cơ sở nhập toàn bộ 45,91 km2 diện tích tự nhiên, 2.910 người của xã Sơn Thọ và toàn bộ 152,38 km2 diện tích tự nhiên, 369 người của xã Hương Điền sau khi điều chỉnh địa giới đơn vị hành chính.
4. Sau khi sắp xếp, huyện Vũ Quang có 10 đơn vị hành chính cấp xã, gồm 09 xã và 01 thị trấn.

- Huyện Hương Khê

1. Thành lập xã Điền Mỹ trên cơ sở nhập toàn bộ xã Phương Mỹ và xã Phương Điền.
2. Sau khi sắp xếp, huyện Hương Khê có 21 đơn vị hành chính cấp xã, gồm 20 xã và 01 thị trấn.
3. Tỉnh Hà Tĩnh có 13 đơn vị hành chính cấp huyện, gồm 10 huyện, 02 thị xã và 01 thành phố; 216 đơn vị hành chính cấp xã, gồm 182 xã, 21 phường và 13 thị trấn.

#### Năm 2024: Nghị quyết số 1283/NQ-UBTVQH15
- Nghị quyết số 1283/NQ-UBTVQH15[83] ngày 14 tháng 11 năm 2024 của Ủy ban Thường vụ Quốc hội về việc sắp xếp đơn vị hành chính cấp huyện, cấp xã của tỉnh Hà Tĩnh giai đoạn 2023 - 2025:

- Thành phố Hà Tĩnh, huyện Cẩm Xuyên, huyện Lộc Hà, huyện Thạch Hà

1. Điều chỉnh một phần diện tích tự nhiên là 138,71 km2, quy mô dân số là 81.620 người của huyện Thạch Hà, tương ứng với toàn bộ diện tích tự nhiên và quy mô dân số của 11 xã, gồm: Đỉnh Bàn, Tân Lâm Hương, Thạch Đài, Thạch Hải, Thạch Hội, Thạch Khê, Thạch Lạc, Thạch Thắng, Thạch Trị, Thạch Văn và Tượng Sơn, để nhập vào thành phố Hà Tĩnh.
2. Điều chỉnh toàn bộ xã Cẩm Vịnh và xã Cẩm Bình thuộc huyện Cẩm Xuyên vào thành phố Hà Tĩnh.
3. Điều chỉnh toàn bộ xã Hộ Độ thuộc huyện Lộc Hà để nhập vào thành phố Hà Tĩnh.
4. Nhập toàn bộ diện tích tự nhiên là 110,51 km2, quy mô dân số là 96.331 người của huyện Lộc Hà sau khi điều chỉnh vào huyện Thạch Hà.

- Thành phố Hà Tĩnh

1. Nhập toàn bộ phường Nguyễn Du và điều chỉnh một phần diện tích tự nhiên là 0,07 km2, quy mô dân số là 1.000 người của phường Trần Phú vào phường Bắc Hà.
2. Nhập toàn bộ phường Thạch Linh vào phường Trần Phú.
3. Thành lập phường Thạch Hưng trên cơ sở toàn bộ xã Thạch Hưng.
4. Thành lập phường Thạch Trung trên cơ sở toàn bộ xã Thạch Trung.
5. Thành lập phường Thạch Hạ trên cơ sở toàn bộ xã Thạch Hạ.
6. Thành lập phường Đồng Môn trên cơ sở toàn bộ xã Đồng Môn.
7. Sau khi sắp xếp
  1. Thành phố Hà Tĩnh có diện tích tự nhiên là 220,00 km2 và quy mô dân số là 266.321 người; có 27 đơn vị hành chính cấp xã, gồm 12 phường: Bắc Hà, Đại Nài, Đồng Môn, Hà Huy Tập, Nam Hà, Tân Giang, Thạch Hạ, Thạch Hưng, Thạch Trung, Thạch Quý, Trần Phú, Văn Yên và 15 xã: Cẩm Bình, Cẩm Vịnh, Đỉnh Bàn, Hộ Độ, Tân Lâm Hương, Thạch Bình, Thạch Đài, Thạch Hải, Thạch Hội, Thạch Khê, Thạch Lạc, Thạch Thắng, Thạch Trị, Thạch Văn, Tượng Sơn.
  2. Huyện Thạch Hà có diện tích tự nhiên là 325,37 km2 và quy mô dân số là 190.335 người; có 22 đơn vị hành chính cấp xã, gồm 20 xã: Bình An, Hồng Lộc, Ích Hậu, Lưu Vĩnh Sơn, Mai Phụ, Nam Điền, Ngọc Sơn, Phù Lưu, Tân Lộc, Thạch Châu, Thạch Kênh, Thạch Kim, Thạch Liên, Thạch Long, Thạch Mỹ, Thạch Ngọc, Thạch Sơn, Thạch Xuân, Thịnh Lộc, Việt Tiến và 02 thị trấn: Lộc Hà, Thạch Hà.
  3. Huyện Cẩm Xuyên có diện tích tự nhiên là 618,76 km2 và quy mô dân số là 178.133 người; có 21 đơn vị hành chính cấp xã, gồm 19 xã: Cẩm Duệ, Cẩm Dương, Cẩm Hà, Cẩm Hưng, Cẩm Lạc, Cẩm Lĩnh, Cẩm Lộc, Cẩm Minh, Cẩm Mỹ, Cẩm Nhượng, Cẩm Quan, Cẩm Quang, Cẩm Sơn, Cẩm Thạch, Cẩm Thành, Cẩm Thịnh, Cẩm Trung, Nam Phúc Thăng, Yên Hòa và 02 thị trấn: Cẩm Xuyên, Thiên Cầm.

- Huyện Hương Sơn

1. Thành lập xã Hàm Trường trên cơ sở nhập toàn bộ xã Sơn Hàm và xã Sơn Trường.
2. Thành lập xã Mỹ Long trên cơ sở nhập toàn bộ xã Sơn Long và xã Sơn Trà.
3. Thành lập xã Châu Bình trên cơ sở nhập toàn bộ xã Sơn Châu và xã Sơn Bình.
4. Sau khi sắp xếp, huyện Hương Sơn có 22 đơn vị hành chính cấp xã, gồm 20 xã và 02 thị trấn.

- Huyện Can Lộc

1. Nhập toàn bộ xã Trung Lộc vào thị trấn Đồng Lộc.
2. Sau khi sắp xếp, huyện Can Lộc có 17 đơn vị hành chính cấp xã, gồm 15 xã và 02 thị trấn.

- Huyện Hương Khê

1. Nhập toàn bộ xã Phú Phong, điều chỉnh một phần diện tích tự nhiên là 0,81 km2, quy mô dân số là 758 người của xã Hương Xuân và một phần diện tích là 0,78 km2, quy mô dân số là 380 người của xã Phú Gia vào thị trấn Hương Khê.
2. Sau khi sắp xếp, huyện Hương Khê có 20 đơn vị hành chính cấp xã, gồm 19 xã và 01 thị trấn.

- Huyện Kỳ Anh

1. Thành lập thị trấn Kỳ Đồng trên cơ sở toàn bộ xã Kỳ Đồng.
2. Sau khi thành lập, huyện Kỳ Anh có 20 đơn vị hành chính cấp xã, gồm 19 xã và 01 thị trấn.

- Thị xã Kỳ Anh

1. Thành lập phường Kỳ Nam trên cơ sở toàn bộ xã Kỳ Nam.
2. Thành lập phường Kỳ Ninh trên cơ sở toàn bộ xã Kỳ Ninh.
3. Sau khi thành lập, thị xã Kỳ Anh có 11 đơn vị hành chính cấp xã gồm 08 phường và 03 xã.
4. Tỉnh Hà Tĩnh có 12 đơn vị hành chính cấp huyện, gồm 09 huyện, 02 thị xã và 01 thành phố; 209 đơn vị đơn vị hành chính cấp xã, gồm 170 xã, 25 phường và 14 thị trấn.

| Đơn vị hành chính của tỉnh Hà Tĩnh (tính đến ngày 16 tháng 6 năm 2025) | Đơn vị hành chính của tỉnh Hà Tĩnh (tính đến ngày 16 tháng 6 năm 2025)  | Đơn vị hành chính của tỉnh Hà Tĩnh (tính đến ngày 16 tháng 6 năm 2025) |
| Số thứ tự                                                              | Đơn vị hành chính cấp huyện                                             | Đơn vị hành chính cấp xã |
| ---------------------------------------------------------------------- | ----------------------------------------------------------------------- | --- |
| 1                                                                      | Thành phố Hà Tĩnh                                                       | 12 phường: Bắc Hà, Đại Nài, Đồng Môn, Hà Huy Tập, Nam Hà, Tân Giang, Thạch Hạ, Thạch Hưng, Thạch Quý, Thạch Trung, Trần Phú, Văn Yên và 15 xã: Cẩm Bình, Cẩm Vịnh, Đỉnh Bàn, Hộ Độ, Tân Lâm Hương, Thạch Bình, Thạch Đài, Thạch Hải, Thạch Hội, Thạch Khê, Thạch Lạc, Thạch Thắng, Thạch Trị, Thạch Văn, Tượng Sơn |
| 2                                                                      | Thị xã Hồng Lĩnh                                                        | 5 phường: Bắc Hồng, Đậu Liêu, Đức Thuận, Nam Hồng, Trung Lương và xã Thuận Lộc |
| 3                                                                      | Thị xã Kỳ Anh                                                           | 8 phường: Hưng Trí, Kỳ Liên, Kỳ Long, Kỳ Nam, Kỳ Ninh, Kỳ Phương, Kỳ Thịnh, Kỳ Trinh và 3 xã: Kỳ Hà, Kỳ Hoa, Kỳ Lợi |
| 4                                                                      | Huyện Can Lộc                                                           | 2 thị trấn: Đồng Lộc, Nghèn và 15 xã: Gia Hanh, Khánh Vĩnh Yên, Kim Song Trường, Mỹ Lộc, Phú Lộc, Quang Lộc, Sơn Lộc, Thanh Lộc, Thiên Lộc, Thuần Thiện, Thượng Lộc, Thường Nga, Tùng Lộc, Vượng Lộc, Xuân Lộc |
| 5                                                                      | Huyện Cẩm Xuyên                                                         | 2 thị trấn: Cẩm Xuyên, Thiên Cầm và 19 xã: Cẩm Duệ, Cẩm Dương, Cẩm Hà, Cẩm Hưng, Cẩm Lạc, Cẩm Lĩnh, Cẩm Lộc, Cẩm Minh, Cẩm Mỹ, Cẩm Nhượng, Cẩm Quan, Cẩm Quang, Cẩm Sơn, Cẩm Thạch, Cẩm Thành, Cẩm Thịnh, Cẩm Trung, Nam Phúc Thăng, Yên Hòa                                                                       |
| 6                                                                      | Huyện Đức Thọ                                                           | Thị trấn Đức Thọ và 15 xã: An Dũng, Bùi La Nhân, Đức Đồng, Đức Lạng, Hòa Lạc, Lâm Trung Thủy, Liên Minh, Quang Vĩnh, Tân Dân, Tân Hương, Thanh Bình Thịnh, Trường Sơn, Tùng Ảnh, Tùng Châu, Yên Hồ |
| 7                                                                      | Huyện Hương Khê                                                         | Thị trấn Hương Khê và 19 xã: Điền Mỹ, Gia Phố, Hà Linh, Hòa Hải, Hương Bình, Hương Đô, Hương Giang, Hương Lâm, Hương Liên, Hương Long, Hương Thủy, Hương Trà, Hương Trạch, Hương Vĩnh, Hương Xuân, Lộc Yên, Phú Gia, Phúc Đồng, Phúc Trạch                                                                         |
| 8                                                                      | Huyện Hương Sơn                                                         | 2 thị trấn: Phố Châu, Tây Sơn và 20 xã: An Hòa Thịnh, Châu Bình, Hàm Trường, Kim Hoa, Mỹ Long, Quang Diệm, Sơn Bằng, Sơn Giang, Sơn Hồng, Sơn Kim 1, Sơn Kim 2, Sơn Lâm, Sơn Lễ, Sơn Lĩnh, Sơn Ninh, Sơn Phú, Sơn Tây, Sơn Tiến, Sơn Trung, Tân Mỹ Hà                                                              |
| 9                                                                      | Huyện Kỳ Anh                                                            | Thị trấn Kỳ Đồng và 19 xã: Kỳ Bắc, Kỳ Châu, Kỳ Giang, Kỳ Hải, Kỳ Khang, Kỳ Lạc, Kỳ Phong, Kỳ Phú, Kỳ Sơn, Kỳ Tân, Kỳ Tây, Kỳ Thọ, Kỳ Thư, Kỳ Thượng, Kỳ Tiến, Kỳ Trung, Kỳ Văn, Kỳ Xuân, Lâm Hợp |
| 10                                                                     | Huyện Nghi Xuân                                                         | 2 thị trấn: Tiên Điền, Xuân An và 15 xã: Cổ Đạm, Cương Gián, Đan Trường, Xuân Giang, Xuân Hải, Xuân Hội, Xuân Hồng, Xuân Lam, Xuân Liên, Xuân Lĩnh, Xuân Mỹ, Xuân Phổ, Xuân Thành, Xuân Viên, Xuân Yên |
| 11                                                                     | Huyện Thạch Hà                                                          | 2 thị trấn: Lộc Hà, Thạch Hà và 20 xã: Bình An, Hồng Lộc, Ích Hậu, Lưu Vĩnh Sơn, Mai Phụ, Nam Điền, Ngọc Sơn, Phù Lưu, Tân Lộc, Thạch Châu, Thạch Kênh, Thạch Kim, Thạch Liên, Thạch Long, Thạch Mỹ, Thạch Ngọc, Thạch Sơn, Thạch Xuân, Thịnh Lộc, Việt Tiến                                                       |
| 12                                                                     | Huyện Vũ Quang                                                          | Thị trấn Vũ Quang và 9 xã: Ân Phú, Đức Bồng, Đức Giang, Đức Hương, Đức Liên, Đức Lĩnh, Hương Minh, Quang Thọ, Thọ Điền |
| Tổng cộng                                                              | 12 đơn vị hành chính cấp huyện, gồm 09 huyện, 02 thị xã và 01 thành phố | 209 đơn vị đơn vị hành chính cấp xã, gồm 170 xã, 25 phường và 14 thị trấn |

## Giai đoạn 2025 - nay

### Năm 2025: Nghị quyết số 203/2025/QH15
- Ngày 16 tháng 6 năm 2025, Quốc hội ban hành Nghị quyết số 203/2025/QH15[84] về việc sửa đổi, bổ sung một số điều của Hiến pháp nước Cộng hòa Xã hội chủ nghĩa Việt Nam. Theo đó, kết thúc hoạt động của các đơn vị hành chính cấp huyện trong cả nước từ ngày 01 tháng 7 năm 2025.

### Năm 2025: Nghị quyết số 1665/NQ-UBTVQH15
- Nghị quyết số 1665/NQ-UBTVQH15[85] ngày 16 tháng 6 năm 2025 của Ủy ban Thường vụ Quốc hội về việc sắp xếp các đơn vị hành chính cấp xã của tỉnh Hà Tĩnh năm 2025:
- Tỉnh Hà Tĩnh

1. Sắp xếp toàn bộ diện tích tự nhiên, quy mô dân số của các xã Tượng Sơn, Thạch Thắng và Thạch Lạc thành xã mới có tên gọi là xã Thạch Lạc.
2. Sắp xếp toàn bộ diện tích tự nhiên, quy mô dân số của các xã Thạch Trị, Thạch Hội và Thạch Văn thành xã mới có tên gọi là xã Đồng Tiến.
3. Sắp xếp toàn bộ diện tích tự nhiên, quy mô dân số của các xã Đỉnh Bàn, Thạch Hải và Thạch Khê thành xã mới có tên gọi là xã Thạch Khê.
4. Sắp xếp toàn bộ diện tích tự nhiên, quy mô dân số của các xã Cẩm Vịnh, Thạch Bình, Cẩm Thành và Cẩm Bình thành xã mới có tên gọi là xã Cẩm Bình.
5. Sắp xếp toàn bộ diện tích tự nhiên, quy mô dân số của các xã Kỳ Phong, Kỳ Bắc và Kỳ Xuân thành xã mới có tên gọi là xã Kỳ Xuân.
6. Sắp xếp toàn bộ diện tích tự nhiên, quy mô dân số của thị trấn Kỳ Đồng và các xã Kỳ Giang, Kỳ Tiến, Kỳ Phú thành xã mới có tên gọi là xã Kỳ Anh.
7. Sắp xếp toàn bộ diện tích tự nhiên, quy mô dân số của xã Kỳ Tân và xã Kỳ Hoa thành xã mới có tên gọi là xã Kỳ Hoa.
8. Sắp xếp toàn bộ diện tích tự nhiên, quy mô dân số của các xã Kỳ Tây, Kỳ Trung và Kỳ Văn thành xã mới có tên gọi là xã Kỳ Văn.
9. Sắp xếp toàn bộ diện tích tự nhiên, quy mô dân số của các xã Kỳ Thọ, Kỳ Thư và Kỳ Khang thành xã mới có tên gọi là xã Kỳ Khang.
10. Sắp xếp toàn bộ diện tích tự nhiên, quy mô dân số của xã Lâm Hợp và xã Kỳ Lạc thành xã mới có tên gọi là xã Kỳ Lạc.
11. Sắp xếp toàn bộ diện tích tự nhiên, quy mô dân số của xã Kỳ Sơn và xã Kỳ Thượng thành xã mới có tên gọi là xã Kỳ Thượng.
12. Sắp xếp toàn bộ diện tích tự nhiên, quy mô dân số của thị trấn Cẩm Xuyên, xã Cẩm Quang và xã Cẩm Quan thành xã mới có tên gọi là xã Cẩm Xuyên.
13. Sắp xếp toàn bộ diện tích tự nhiên, quy mô dân số của thị trấn Thiên Cầm, xã Nam Phúc Thăng và xã Cẩm Nhượng thành xã mới có tên gọi là xã Thiên Cầm.
14. Sắp xếp toàn bộ diện tích tự nhiên, quy mô dân số của các xã Cẩm Mỹ, Cẩm Thạch và Cẩm Duệ thành xã mới có tên gọi là xã Cẩm Duệ.
15. Sắp xếp toàn bộ diện tích tự nhiên, quy mô dân số của các xã Cẩm Thịnh, Cẩm Hà và Cẩm Hưng thành xã mới có tên gọi là xã Cẩm Hưng.
16. Sắp xếp toàn bộ diện tích tự nhiên, quy mô dân số của các xã Cẩm Minh, Cẩm Sơn và Cẩm Lạc thành xã mới có tên gọi là xã Cẩm Lạc.
17. Sắp xếp toàn bộ diện tích tự nhiên, quy mô dân số của các xã Cẩm Lĩnh, Cẩm Lộc và Cẩm Trung thành xã mới có tên gọi là xã Cẩm Trung.
18. Sắp xếp toàn bộ diện tích tự nhiên, quy mô dân số của xã Cẩm Dương và xã Yên Hòa thành xã mới có tên gọi là xã Yên Hòa.
19. Sắp xếp toàn bộ diện tích tự nhiên, quy mô dân số của thị trấn Thạch Hà, xã Thạch Long và xã Thạch Sơn thành xã mới có tên gọi là xã Thạch Hà.
20. Sắp xếp toàn bộ diện tích tự nhiên, quy mô dân số của xã Ngọc Sơn và xã Lưu Vĩnh Sơn thành xã mới có tên gọi là xã Toàn Lưu.
21. Sắp xếp toàn bộ diện tích tự nhiên, quy mô dân số của xã Việt Tiến và xã Thạch Ngọc thành xã mới có tên gọi là xã Việt Xuyên.
22. Sắp xếp toàn bộ diện tích tự nhiên, quy mô dân số của các xã Thạch Kênh, Thạch Liên và Ích Hậu thành xã mới có tên gọi là xã Đông Kinh.
23. Sắp xếp toàn bộ diện tích tự nhiên, quy mô dân số của xã Nam Điền và xã Thạch Xuân thành xã mới có tên gọi là xã Thạch Xuân.
24. Sắp xếp toàn bộ diện tích tự nhiên, quy mô dân số của thị trấn Lộc Hà và các xã Bình An, Thịnh Lộc, Thạch Kim thành xã mới có tên gọi là xã Lộc Hà.
25. Sắp xếp toàn bộ diện tích tự nhiên, quy mô dân số của xã Tân Lộc và xã Hồng Lộc thành xã mới có tên gọi là xã Hồng Lộc.
26. Sắp xếp toàn bộ diện tích tự nhiên, quy mô dân số của các xã Thạch Mỹ, Thạch Châu, Phù Lưu và Mai Phụ thành xã mới có tên gọi là xã Mai Phụ.
27. Sắp xếp toàn bộ diện tích tự nhiên, quy mô dân số của thị trấn Nghèn, xã Thiên Lộc và xã Vượng Lộc thành xã mới có tên gọi là xã Can Lộc.
28. Sắp xếp toàn bộ diện tích tự nhiên, quy mô dân số của xã Thuần Thiện và xã Tùng Lộc thành xã mới có tên gọi là xã Tùng Lộc.
29. Sắp xếp toàn bộ diện tích tự nhiên, quy mô dân số của các xã Khánh Vĩnh Yên, Thanh Lộc và Gia Hanh thành xã mới có tên gọi là xã Gia Hanh.
30. Sắp xếp toàn bộ diện tích tự nhiên, quy mô dân số của các xã Kim Song Trường, Thường Nga và Phú Lộc thành xã mới có tên gọi là xã Trường Lưu.
31. Sắp xếp toàn bộ diện tích tự nhiên, quy mô dân số của các xã Sơn Lộc, Quang Lộc và Xuân Lộc thành xã mới có tên gọi là xã Xuân Lộc.
32. Sắp xếp toàn bộ diện tích tự nhiên, quy mô dân số của thị trấn Đồng Lộc, xã Thượng Lộc và xã Mỹ Lộc thành xã mới có tên gọi là xã Đồng Lộc.
33. Sắp xếp toàn bộ diện tích tự nhiên, quy mô dân số của thị trấn Tiên Điền và các xã Xuân Yên, Xuân Mỹ, Xuân Thành thành xã mới có tên gọi là xã Tiên Điền.
34. Sắp xếp toàn bộ diện tích tự nhiên, quy mô dân số của thị trấn Xuân An và các xã Xuân Giang, Xuân Hồng, Xuân Viên, Xuân Lĩnh thành xã mới có tên gọi là xã Nghi Xuân.
35. Sắp xếp toàn bộ diện tích tự nhiên, quy mô dân số của các xã Cương Gián, Xuân Liên và Cổ Đạm thành xã mới có tên gọi là xã Cổ Đạm.
36. Sắp xếp toàn bộ diện tích tự nhiên, quy mô dân số của các xã Đan Trường, Xuân Hải, Xuân Hội và Xuân Phổ thành xã mới có tên gọi là xã Đan Hải.
37. Sắp xếp toàn bộ diện tích tự nhiên, quy mô dân số của thị trấn Đức Thọ và các xã Tùng Ảnh, Hòa Lạc, Tân Dân thành xã mới có tên gọi là xã Đức Thọ.
38. Sắp xếp toàn bộ diện tích tự nhiên, quy mô dân số của các xã Đức Lạng, Tân Hương và Đức Đồng thành xã mới có tên gọi là xã Đức Đồng.
39. Sắp xếp toàn bộ diện tích tự nhiên, quy mô dân số của các xã Quang Vĩnh, Bùi La Nhân và Yên Hồ thành xã mới có tên gọi là xã Đức Quang.
40. Sắp xếp toàn bộ diện tích tự nhiên, quy mô dân số của các xã Thanh Bình Thịnh, Lâm Trung Thủy và An Dũng thành xã mới có tên gọi là xã Đức Thịnh.
41. Sắp xếp toàn bộ diện tích tự nhiên, quy mô dân số của các xã Trường Sơn, Tùng Châu và Liên Minh thành xã mới có tên gọi là xã Đức Minh.
42. Sắp xếp toàn bộ diện tích tự nhiên, quy mô dân số của thị trấn Phố Châu và các xã Sơn Phú, Sơn Bằng, Sơn Ninh, Sơn Trung thành xã mới có tên gọi là xã Hương Sơn.
43. Sắp xếp toàn bộ diện tích tự nhiên, quy mô dân số của thị trấn Tây Sơn và xã Sơn Tây thành xã mới có tên gọi là xã Sơn Tây.
44. Sắp xếp toàn bộ diện tích tự nhiên, quy mô dân số của các xã Châu Bình, Tân Mỹ Hà và Mỹ Long thành xã mới có tên gọi là xã Tứ Mỹ.
45. Sắp xếp toàn bộ diện tích tự nhiên, quy mô dân số của các xã Sơn Lâm, Quang Diệm và Sơn Giang thành xã mới có tên gọi là xã Sơn Giang.
46. Sắp xếp toàn bộ diện tích tự nhiên, quy mô dân số của các xã Sơn Lễ, An Hòa Thịnh và Sơn Tiến thành xã mới có tên gọi là xã Sơn Tiến.
47. Sắp xếp toàn bộ diện tích tự nhiên, quy mô dân số của xã Sơn Lĩnh và xã Sơn Hồng thành xã mới có tên gọi là xã Sơn Hồng.
48. Sắp xếp toàn bộ diện tích tự nhiên, quy mô dân số của xã Hàm Trường và xã Kim Hoa thành xã mới có tên gọi là xã Kim Hoa.
49. Sắp xếp toàn bộ diện tích tự nhiên, quy mô dân số của thị trấn Vũ Quang và các xã Hương Minh, Quang Thọ, Thọ Điền thành xã mới có tên gọi là xã Vũ Quang.
50. Sắp xếp toàn bộ diện tích tự nhiên, quy mô dân số của các xã Ân Phú, Đức Giang và Đức Lĩnh thành xã mới có tên gọi là xã Mai Hoa.
51. Sắp xếp toàn bộ diện tích tự nhiên, quy mô dân số của các xã Đức Bồng, Đức Hương và Đức Liên thành xã mới có tên gọi là xã Thượng Đức.
52. Sắp xếp toàn bộ diện tích tự nhiên, quy mô dân số của thị trấn Hương Khê, xã Hương Long vàxã Phú Gia thành xã mới có tên gọi là xã Hương Khê.
53. Sắp xếp toàn bộ diện tích tự nhiên, quy mô dân số của các xã Hương Giang, Hương Thủy và Gia Phố thành xã mới có tên gọi là xã Hương Phố.
54. Sắp xếp toàn bộ diện tích tự nhiên, quy mô dân số của các xã Lộc Yên, Hương Trà và Hương Đô thành xã mới có tên gọi là xã Hương Đô.
55. Sắp xếp toàn bộ diện tích tự nhiên, quy mô dân số của xã Điền Mỹ và xã Hà Linh thành xã mới có tên gọi là xã Hà Linh.
56. Sắp xếp toàn bộ diện tích tự nhiên, quy mô dân số của các xã Hòa Hải, Phúc Đồng và Hương Bình thành xã mới có tên gọi là xã Hương Bình.
57. Sắp xếp toàn bộ diện tích tự nhiên, quy mô dân số của các xã Hương Trạch, Hương Liên và Phúc Trạch thành xã mới có tên gọi là xã Phúc Trạch.
58. Sắp xếp toàn bộ diện tích tự nhiên, quy mô dân số của các xã Hương Lâm, Hương Vĩnh và Hương Xuân thành xã mới có tên gọi là xã Hương Xuân.
59. Sắp xếp toàn bộ diện tích tự nhiên, quy mô dân số của các phường Bắc Hà, Thạch Quý, Tân Giang, Thạch Hưng, Nam Hà, Trần Phú, Hà Huy Tập, Văn Yên và một phần diện tích tự nhiên, quy mô dân số của phường Đại Nài thành phường mới có tên gọi là phường Thành Sen.
60. Sắp xếp toàn bộ diện tích tự nhiên, quy mô dân số của các phường Thạch Trung, Đồng Môn, Thạch Hạ và xã Hộ Độ thành phường mới có tên gọi là phường Trần Phú.
61. Sắp xếp toàn bộ diện tích tự nhiên, quy mô dân số của các xã Tân Lâm Hương, xã Thạch Đài và phần còn lại của phường Đại Nài sau khi sắp xếp thành phường mới có tên gọi là phường Hà Huy Tập.
62. Sắp xếp toàn bộ diện tích tự nhiên, quy mô dân số của phường Kỳ Long, phường Kỳ Thịnh và toàn bộ diện tích tự nhiên của xã Kỳ Lợi thành phường mới có tên gọi là phường Vũng Áng.
63. Sắp xếp toàn bộ diện tích tự nhiên, quy mô dân số của phường Hưng Trí, phường Kỳ Trinh, xã Kỳ Châu và một phần quy mô dân số của xã Kỳ Lợi thành phường mới có tên gọi là phường Sông Trí.
64. Sắp xếp toàn bộ diện tích tự nhiên, quy mô dân số của các phường Kỳ Nam, Kỳ Phương, Kỳ Liên và phần quy mô dân số còn lại của xã Kỳ Lợi sau khi sắp xếp thành phường mới có tên gọi là phường Hoành Sơn.
65. Sắp xếp toàn bộ diện tích tự nhiên, quy mô dân số của phường Kỳ Ninh, xã Kỳ Hà và xã Kỳ Hải thành phường mới có tên gọi là phường Hải Ninh.
66. Sắp xếp toàn bộ diện tích tự nhiên, quy mô dân số của các phường Bắc Hồng, Đức Thuận, Trung Lương và xã Xuân Lam thành phường mới có tên gọi là phường Bắc Hồng Lĩnh.
67. Sắp xếp toàn bộ diện tích tự nhiên, quy mô dân số của phường Nam Hồng, phường Đậu Liêu và xã Thuận Lộc thành phường mới có tên gọi là phường Nam Hồng Lĩnh.
68. Sau khi sắp xếp, tỉnh Hà Tĩnh có 69 đơn vị hành chính cấp xã, gồm 60 xã và 09 phường; trong đó có 58 xã, 09 phường hình thành sau sắp xếp và 02 xã không thực hiện sắp xếp là xã Sơn Kim 1 và xã Sơn Kim 2.